# ガンダムシリーズの登場機動兵器一覧

ガンダムシリーズの登場機動兵器一覧（ガンダムシリーズのとうじょうきどうへいきいちらん）は、『機動戦士ガンダム』をはじめとする「ガンダムシリーズ」に登場する、主な架空の兵器のうち、モビルスーツやモビルアーマーなどの機動兵器に分類されるものを収めた一覧である。ただし、『模型戦士ガンプラビルダーズ ビギニングG』や『ガンダムビルドシリーズ』およびそれらの関連作品などのガンプラバトルを扱う作品に登場するガンプラについては機動兵器にはあたらないため、本項では扱わない。それ以外である艦船などの兵器についてはガンダムシリーズの登場艦船及びその他の兵器一覧を参照のこと。
なお下記の一覧のうち、特に説明のないものはモビルスーツあるいはそれに準ずるものである。ただし、未来世紀においては特に説明のない限りモビルファイターとなる。

## 未来世紀作品
この節では、テレビアニメ『機動武闘伝Gガンダム』をはじめとした、「未来世紀」を劇中の年号とする作品に登場する兵器を挙げる。

### 機動武闘伝Gガンダム
ここには、テレビアニメ『機動武闘伝Gガンダム』、漫画作品『超級!機動武闘伝Gガンダム』の登場兵器を挙げる。
歴代ガンダムファイト代表モビルファイター
- GF1-035NGR バルカンガンダム（ネオギリシャ代表、設定のみ）
- GF2-014NA ガンダムフリーダム（ネオアメリカ代表、設定のみ）
- GF3-013NE ファラオガンダムIII世（ネオエジプト代表、設定のみ）
- GF4-001NE ファラオガンダムIV世（ネオエジプト代表）
- GF4-005NC フェイロンガンダム（ネオチャイナ代表）
- GF5-026NF バロンガンダム（ネオフランス代表、設定のみ）
- GF6-021NI ガンダムトーネード（ネオイタリア代表、設定のみ）
- GF7-021NG カイザーガンダム（ネオドイツ代表、本編未登場）
- GF8-011NR コサックガンダム（ネオロシア代表、設定のみ）
- GF9-003NEL (→GF10-001NEL→GF11-001NEL) ブリテンガンダム（ネオイングランド代表）
- GF11-033NNP タントラガンダム（ネオネパール代表）
- GF11-042NSB マンモスガンダム（ネオシベリア代表）

第12回ガンダムファイト代表モビルファイター
- GF12-035NH (→GF13-001NH) クーロンガンダム（ネオホンコン代表）
- ウルベ搭乗ガンダム（ネオジャパン代表、名称不明）
- キリジュツガンダム（ネオドイツ代表、設定のみ）
- ライカーガンダム（ネオカナダ代表、設定のみ）

第13回ガンダムファイト代表モビルファイター
- (GF12-035NH→) GF13-001NH クーロンガンダム（ネオホンコン代表）
  - GF13-001NHII マスターガンダム
  - 風雲再起（モビルホース）
- GF13-002NGR ゼウスガンダム（ネオギリシャ）
  - ハーキュリー（モビルホース）
- GF13-003NEL ジョンブルガンダム（→グランドガンダム、ネオイングランド代表）
- GF13-006NA ガンダムマックスター（ネオアメリカ代表）
  - GF13-006NAII ガンダムマックスリボルバー（漫画超級!機動武闘伝Gガンダムのみ）
- GF13-009NF ガンダムローズ（ネオフランス代表）
  - GF13-009NFII ガンダムヴェルサイユ（漫画超級!機動武闘伝Gガンダムのみ）
- GF13-011NC ドラゴンガンダム（ネオチャイナ代表）
  - GF13-011NCII ガンダムダブルドラゴン（漫画超級!機動武闘伝Gガンダムのみ）
- GF13-012NN バイキングガンダム（ネオノルウェー代表）
- GF13-013NR ボルトガンダム（ネオロシア代表）
  - GF13-013NRII ガンダムボルトクラッシュ（漫画超級!機動武闘伝Gガンダムのみ）
- GF13-017NJ シャイニングガンダム（ネオジャパン代表）
  - GF13-017NJII ゴッドガンダム
- GF13-020NK ガンダムゼブラ（ネオケニヤ代表）
- GF13-021NG ガンダムシュピーゲル（ネオドイツ代表）
- GF13-026ND マーメイドガンダム（ネオデンマーク代表）
- GF13-030NIN コブラガンダム（ネオインド代表）
- GF13-037NCA ランバーガンダム（ネオカナダ代表）
- GF13-039NP ジェスターガンダム（ネオポルトガル代表）
- GF13-041NSI アシュラガンダム（ネオシンガポール代表）
- GF13-044NNP マンダラガンダム（ネオネパール代表）
- GF13-045NSP マタドールガンダム（ネオスペイン代表）
- GF13-047NMA スカルガンダム（ネオマレーシア代表）
- GF13-049NM テキーラガンダム（ネオメキシコ代表）
- GF13-050NSW ノーベルガンダム（→ウォルターガンダム、ネオスウェーデン代表）
- GF13-051NE ファラオガンダムXIII世（ネオエジプト代表）
- GF13-052NT ミナレットガンダム（ネオトルコ代表）
- GF13-053NMO テムジンガンダム（ネオモンゴル代表）
- GF13-055NI ネロスガンダム（→ガンダムヘブンズソード、ネオイタリア代表）
- GF13-066NO ネーデルガンダム（ネオオランダ代表）
- GF13-073NPO ガンダムマグナート（ネオポーランド代表）
- GF13-083NCB アラクノガンダム（ネオキューバ代表）
- スカッドガンダム（中東某国（ネオイラク）代表）

デビルガンダム軍団
- GF12-035NH→GF13-001NH クーロンガンダム（第12、13回ガンダムファイト代表）
  - GF13-001NHII マスターガンダム（第13回ガンダムファイト代表）
  - 風雲再起（モビルホース）
- JDG-009X デビルガンダム（アルティメットガンダム）
  - ガンダムヘッド
  - 合体四天王 グランドマスターガンダム
- 獅王争覇 グランドガンダム
- 笑傲江湖 ウォルターガンダム
- 天剣絶刀 ガンダムヘブンズソード
- デスアーミー（モビルスーツ）
  - デスドラゴン（ニセドラゴンガンダム）
  - デスネイビー
  - デスマスター（ニセマスターガンダム）
  - デスバーディ
  - デスビースト
  - デスバット

シャッフル同盟（旧シャッフル同盟）
- シャッフル・クラブ（クラブ・エース）
- シャッフル・ジョーカー（ブラック・ジョーカー）
- シャッフル・スペード（クイーン・ザ・スペード）
- シャッフル・ダイヤ（ジャック・イン・ダイヤ）
- シャッフル・ハート（キング・オブ・ハート、本編未登場）

ネオジャパン軍
- GF13-017NJ シャイニングガンダム（第13回ガンダムファイト代表）
  - JMF-1336R ライジングガンダム
- GF13-017NJII ゴッドガンダム（第13回ガンダムファイト代表）
  - 風雲再起（モビルホース）
- アルティメットガンダム
- ウルベ搭乗ガンダム（第12回ガンダムファイト代表、名称不明）
- JMS-60 ブッシ（モビルスーツ）
- JMF1337SD シェイディングガンダム（漫画超級!機動武闘伝Gガンダムのみ）
- JMS-71 (JGM-97) ノブッシ（モビルスーツ）
- ガンマグナ（モビルスーツ、漫画版のみ）
- JMA-27T ファントマ（モビルアーマー）

ネオスウェーデン軍
- ノーベルガンダム（第13回ガンダムファイト代表）
  - ノーベルガンダムMk-II
  - スーパーノーベルガンダム（高機動ノーベルガンダム、漫画版のみ）

ネオデンマーク軍
- マーメイドガンダム試作型
  - アンコウガンダム
  - エイガンダム
  - エビガンダム
  - カッパガンダム（ネオジャパン製）
  - カニガンダム
  - タコガンダム（ネオギリシャ製）
  - ヒラメガンダム

ネオフランス
- ミラージュガンダム（国内予選落ちモビルファイター）
- NEL-75C バトラーベンスンマム（サンド家所有自家用モビルスーツ）
- NF-MS81 ゴダール（ネオフランス軍モビルスーツ）

その他
- 29H-S-MS マーフィー（ネオアメリカ軍可変モビルスーツ）
- NET6-MS カッシング（ネオイングランド軍無人モビルスーツ）
- P-143S ペスカトーレ（ネオメキシコ軍モビルスーツ）
- コンシー（ネオホンコン所属モビルスーツ）
- スフィンクスガンダム（ネオエジプト軍モビルファイター）
- ネーデルガンダムMk-II〜Mk-XL（ネオオランダ軍モビルファイター）
- ルーレットガンダム（漫画超級!機動武闘伝Gガンダムのみ）

#### 機動武闘伝Gガンダム プラモデル解説書
ここには、プラモデル『機動武闘伝Gガンダム』の登場兵器を挙げる。
- ガンダムマックスタージャングル戦仕様（ネオアメリカ軍モビルファイター）
- ガンダムローズ式典用（ネオフランス軍モビルファイター）
- シャイニングガンダム市街戦仕様（ネオジャパン軍モビルファイター）
- ドラゴンガンダム夜間偵察仕様（ネオチャイナ軍モビルファイター）
- ボルトガンダム雪中仕様（ネオロシア軍モビルファイター）

#### 機動武闘伝外伝
ここには、フォトストーリー『機動武闘伝外伝』の登場兵器を挙げる。
ネオジャパン・ウルベ機動忍軍
- シャイニングニンジャ・ホワイト
- シャイニングニンジャ・ブラック
- ライジングイエロー
- ライジンググリーン
- ライジングピンク
- ニンジャー（モビルスーツ）

ネオブラジリア軍
- ハイパーガンダムシーフ
- ガンダムシーフ改

その他
- ザ・クカイ
- ゾンビシャイニング（デビルガンダム軍団モビルファイター）
- モヒカンガンダム

#### 機動武闘伝Gガンダム 復讐のJガンダム
ここには、漫画『機動武闘伝Gガンダム 復讐のJガンダム』の登場兵器を挙げる。
第13回ガンダムファイト代表モビルファイター
- 社長ガンダム（ネオドードー代表）

その他
- ジャンピングガンダム（ネオドードー軍モビルファイター）

#### 機動武闘伝Gガンダム外伝〜翔龍伝説〜
ここには、漫画『機動武闘伝Gガンダム外伝〜翔龍伝説〜』の登場兵器を挙げる。
第13回ガンダムファイト代表モビルファイター
- ガンダムハンターカーミラ→カーミラガンダム（ネオトランシルバニア代表）
- クロコダイルガンダム（ネオオーストラリア代表）
- サムライガンダム（ネオパラオ代表）

ネオチャイナ・少林寺
- バンニンガンダム
- リュウガンダム

#### 機動武闘伝Gガンダム 硝煙の果て
ここには、漫画『機動武闘伝Gガンダム 硝煙の果て』の登場兵器を挙げる。
第13回ガンダムファイト代表モビルファイター
- ブローニングガンダム（ネオベルギー代表）

#### 機動武闘外伝ガンダムファイト7th
ここには、漫画『機動武闘外伝ガンダムファイト7th』の登場兵器を挙げる。
第7回ガンダムファイト代表
- GF7-001NI ディアボロガンダム（ネオイタリア代表）
- GF7-010NC コウガガンダム（ネオチャイナ代表）
- GF7-013NJ ヤマトガンダム（ネオジャパン代表）
- GF7-018NR モスクガンダム（ネオロシア代表）
- GF7-019NF エッフェルガンダム（ネオフランス代表）
- GF7-021NG カイザーガンダム（ネオドイツ代表）
- GF7-023NA ガンダムフリーダム（ネオアメリカ代表）
- ガンダムスパルタン（ネオギリシャ代表）
- バラモンガンダム（ネオインド代表）

カオス軍
- エレメントカオス（モビルアーマー）

#### 機動武闘伝Gガンダム外伝 ザ・ネクスト・ジェネレーション
ここには、漫画『機動武闘伝Gガンダム外伝 ザ・ネクスト・ジェネレーション』の登場兵器を挙げる。
第14回ガンダムファイト代表モビルファイター
- ハイパーゴッドガンダム（ネオジャパン代表）

#### 機動武闘伝Gガンダム外伝 天地天愕
ここには、Web小説『機動武闘伝Gガンダム外伝 天地天愕』の登場兵器を挙げる。
ダーク・シャッフル
- ガンダム・マスター独狐
- ガンダムゴングショー
- ガンダムフォローミー
- ガンダムリアルカンフー
- ガンダムマトリョーシュカ

#### ホビージャパン/ガンダムウェポンズ/RPGマガジン
ここには、雑誌『ホビージャパン』の登場兵器を挙げる。
第13回ガンダムファイト代表モビルファイター
- スノーミラージュガンダム（ネオグリーンランド代表）
- スプリングガンダム（ネオイズ代表）
- バロンガンダム（ネオインドネシア代表）
- ルンピニーガンダム（ネオタイランド代表）

モビルファイターバリエーション (MFV)
- ガンダムシュピーゲル迷彩仕様（ネオドイツ軍モビルファイター）
- ガンダムマックスタージャングル戦仕様（ネオアメリカ軍モビルファイター）
- ガンダムローズ式典用（ネオフランス軍モビルファイター）
- シャイニングガンダム砂漠戦仕様（ネオジャパン軍モビルファイター）
- シャイニングガンダム市街戦仕様（ネオジャパン軍モビルファイター）
- シャイニングガンダム武者タイプ（ネオジャパン軍モビルファイター）
- ドラゴンガンダム夜間偵察仕様（ネオチャイナ軍モビルファイター）

#### モデルグラフィックス/ガンダムウォーズ
ここには、雑誌『モデルグラフィックス』の登場兵器を挙げる。
- クイダオーレガンダム（ネオジャパン軍モビルファイター）
- ノーベルガンダム試作型（ネオスウェーデン軍モビルファイター）
  - ノーベルガンダム 試作I号機（Tuk型）
  - ノーベルガンダム 試作II号機（Miz型）
  - ノーベルガンダム 試作III号機（Hin型）
  - ノーベルガンダム 試作IV号機（Kin型）
  - ノーベルガンダム 試作V号機（Ain型）
  - ノーベルガンダム Ten型
  - ノーベルガンダム Kai型
  - ノーベルガンダム Mei型
  - ノーベルガンダム Tom型
  - ノーベルガンダム Cib型

#### AH! MY GUNDAM
ここには、メカニックデザイン企画『AH! MY GUNDAM』の登場兵器を挙げる。
- イヌガンダム
- クイーンガンダム
- サザンクロスガンダム
- 十二王牌大車併ガンダム
- ティールガンダム
- ZiZiガンダム

#### ONLY! MY GUNDAM
ここには、メカニックデザイン企画『ONLY! MY GUNDAM』の登場兵器を挙げる。
- カッパガンダム
- ガンダムオクトパス
- ガンダムフランケン
- フェラーリガンダム
- メルヘンガンダム

## アフターコロニー作品
ここには、テレビアニメ『新機動戦記ガンダムW』をはじめとした、「アフターコロニー」を劇中の年号とする作品に登場する兵器を挙げる。

### 新機動戦記ガンダムW
ここには、テレビアニメ『新機動戦記ガンダムW』の登場兵器を挙げる。
コロニー側反連合、ガンダムパイロット、ピースミリオン、サンクキングダム、マグアナック隊
- XXXG-00W0 ウイングガンダムゼロ
- XXXG-01W ウイングガンダム
- XXXG-01D ガンダムデスサイズ
  - XXXG-01D2 ガンダムデスサイズヘル
- XXXG-01H ガンダムヘビーアームズ
  - XXXG-01H2 ガンダムヘビーアームズ改
- XXXG-01SR ガンダムサンドロック
  - XXXG-01SR2 ガンダムサンドロック改
- XXXG-01S シェンロンガンダム
  - XXXG-01S2 アルトロンガンダム
- SK-12SMS トーラス（サンクキングダム仕様）
- WMS-03 マグアナック
- WMS-04 オリファント

OZ（トレーズ派、財団派含む）→世界国家
- OZ-00MS トールギス
  - OZ-00MS2 トールギスII
- OZ-06MS リーオー
  - OZ-06MS リーオー(高機動オプション)
  - OZ-06MS リーオー(宇宙用)
  - OZ-06MS リーオー(モビルドールシステム試験機) （モビルドール）
- OZ-07MS トラゴス
- OZ-07AMS エアリーズ
- OZ-08MMS キャンサー
- OZ-09MMS パイシーズ
- OZ-12SMS (OZ-01MD) トーラス（モビルスーツ/モビルドール）
- OZ-13MSX1 ヴァイエイト
- OZ-13MSX2 メリクリウス
- OZ-02MD ビルゴ（モビルドール）
- XXXG-01W ウイングガンダム

地球圏統一連合軍（ブント軍、モガディシオ要塞部隊含む）
- OZ-06MS リーオー
  - OZ-06MS リーオー(アーリータイプ)
  - OZ-06MS リーオー(キャノンタイプ)
  - OZ-06MS リーオー(宇宙用)
- OZ-07MS トラゴス
- OZ-07AMS エアリーズ
- OZ-08MMS キャンサー
- OZ-09MMS パイシーズ

ホワイトファング
- OZ-06MS リーオー(宇宙用)
- WF-12SMS  トーラス（ホワイトファング仕様）（モビルスーツ/モビルドール）
- OZ-02MD ビルゴ（モビルドール）
  - WF-02MD (OZ-03MD) ビルゴII（モビルドール）
- OZ-13MSX1 ヴァイエイト（モビルドール）
- OZ-13MSX2 メリクリウス（モビルドール）
- OZ-13MS ガンダムエピオン

#### 新機動戦記ガンダムW外伝〜右手に鎌を左手に君を〜
ここには、小説『新機動戦記ガンダムW外伝〜右手に鎌を左手に君を〜』の登場兵器を挙げる。
OZ（旧スペシャルズ）
- レミング

#### 新機動戦記ガンダムW デュアルストーリー G-UNIT
ここには、プラモデル企画『新機動戦記ガンダムW デュアルストーリー G-UNIT』の登場兵器を挙げる。
MO-V
- OZX-GU01A (X-GU01A) ガンダムジェミナス01
  - OZX-GU01ALOB ガンダムL.O.ブースター
- OZX-GU02A (X-GU02A) ガンダムジェミナス02
  - OZ-10VMSX ガンダムアスクレプオス
  - ガンダムジェミナス 宇宙用ユニット
  - ガンダムジェミナス 高機動型ユニット（設定のみ、後に『ガンダムEXA』で登場）
  - ガンダムジェミナス 陸戦重装ユニット（設定のみ、後に『ガンダムEXA』で登場）
- OZ-06MS リーオー（MO-V仕様）
  - Dユニット
- OZ-19MASX ガンダムグリープ

OZプライズ
- OZ-06MS リーオー（OZプライズ仕様）
  - OZ-06MS EWACリーオー
  - OZ-06MS リーオー (ヴァルダー・ファーキル専用機)
  - OZ-06MS-SS1 レオス
  - OZ-06MS-SR2 レオール
  - OZ-06MS-SN3 レオン
- OZX-GU02A (X-GU02A) ガンダムジェミナス02
  - OZ-10VMSX ガンダムアスクレプオス
    - OZ-10VMSX-2 ガンダムバーンレプオス
- OZ-12SMS トーラス（OZプライズ仕様)
- OZ-13MSX1B-S ヴァイエイト・シュイヴァン
- OZ-13MSX2B-S メリクリウス・シュイヴァン
- OZ-15AGX ハイドラガンダム
- OZ-02MD ビルゴ（モビルドール）
  - WF-03MD ビルゴII（モビルドール）

#### 新機動戦記ガンダムW G-UNIT オペレーション・ガリアレスト
ここには、漫画『新機動戦記ガンダムW G-UNIT オペレーション・ガリアレスト』の登場兵器を挙げる。『新機動戦記ガンダムW デュアルストーリー G-UNIT』にも登場した兵器は重複するため割愛する。
MO-V
- OZX-GU01A (X-GU01A) ガンダムジェミナス01 ガリアレスト決戦仕様（ガリアジェミナス）
- OZ-19MASX-2 ガンダムグリープノーヴィ
- OZ-13MSX1B-SR ヴァイエイト・シュイヴァン改

OZプライズ
- OZX-GU03CA ガンダムカスター
- OZX-GU04PX ガンダムポリュクス
  - ガンダムディオズ / ガンダムスキュリ

ホワイトファング
- OZ-16MSX-06X プロトタイプ・スコーピオ

#### 新機動戦記ガンダムW パーフェクトアルバム（オリジナルバリエーション）
ここには、書籍『新機動戦記ガンダムW パーフェクトアルバム』の登場兵器を挙げる。
コロニー側反連合/ガンダムパイロット
- ガンダムデスサイズ系
  - XXXG-01DB ガンダムクレイジービースト（デスビースト）
  - XXXG-01DC ガンダムナイトメアケンタウロス（デスケンタウロス）
  - XXXG-01DF ガンダムダークエンジェル（デスファイター）
  - XXXG-01DS ガンダムマッドタランチュラ（デススパイダー）
- ガンダムヘビーアームズ系
  - ガンダムスーパーアームドタンク
  - ガンダムスカイハイアームズ
- ガンダムサンドロック系
  - アースクェイクナーガガンダム
  - サンダーグリフォンガンダム
- シェンロンガンダム系
  - XXXG-01SB ブリザードガンダム
  - XXXG-01SD ツインヘッデッドリザードガンダム（ダイナソーガンダム）
  - XXXG-01SS シューティングスターシェンロン（ストームガンダム）
  - XXXG-01ST アクアシェンロン（トルネードガンダム）
  - カタストロフィD（ガンダムカタストロフィー）

### 新機動戦記ガンダムW Endless Waltz
ここには、OVAおよびアニメーション映画『新機動戦記ガンダムW Endless Waltz』の登場兵器を挙げる。
地球圏統一国家（プリベンター）/ガンダムパイロット
- OZ-00MS2B トールギスIII
- OZ-12SMS トーラス（サンクキングダム仕様）
- XXXG-00W0 ウイングガンダムゼロ
- XXXG-01D2 ガンダムデスサイズヘル
- XXXG-01H2 ガンダムヘビーアームズ改
- XXXG-01SR2 ガンダムサンドロック改

マリーメイア軍（バートン財団）
- OZ-06MS リーオー
- OZ-12SMS トーラス
- MMS-01 サーペント
- XXXG-01S2 アルトロンガンダム

#### 新機動戦記ガンダムW Endless Waltz アーリーモデル
ここには、メカニックデザイン企画『新機動戦記ガンダムW Endless Waltz アーリーモデル』の登場兵器を挙げる。
コロニー側反連合/ガンダムパイロット
- XXXG-01W ウイングガンダム アーリーモデル
- XXXG-01D ガンダムデスサイズ アーリーモデル
- XXXG-01H ガンダムヘビーアームズ アーリーモデル
- XXXG-01SR ガンダムサンドロック アーリーモデル
- XXXG-01S シェンロンガンダム アーリーモデル

#### 新機動戦記ガンダムW BATTLEFIELD OF PACIFIST
ここには、漫画『新機動戦記ガンダムW BATTLEFIELD OF PACIFIST』の登場兵器を挙げる。
ガンダムパイロット
XXXG-00W0 ウイングガンダムゼロ
XXXG-01D2 ガンダムデスサイズヘル
XXXG-01H2 ガンダムヘビーアームズ改
XXXG-01SR2 ガンダムサンドロック改
P3（正式名称：パーフェクト・ピース・ピープル）
- OZ-12SMS トーラス
- OZ-04MD ビルゴ3（ビルゴIII）
- OZ-16MSX-D スコーピオ

OZ残党
- OZ-06MS リーオー (宇宙用)
- XXXG-01S2 アルトロンガンダム

#### 新機動戦記ガンダムW〜ティエルの衝動〜
ここには、書籍『新機動戦記ガンダムW Endless Waltz 最強プレイングブック』の登場兵器を挙げる。
旧OZ（ロームフェラ財団）
- ウイングガンダムゼロ系
  - ウイングガンダムセラフィム
  - ガンダムルシフェル
- ウイングガンダム系
  - ウイングガンダム Endless Waltz バージョン
- ガンダムデスサイズ系
  - ガンダムデスサイズギルティ
  - ガンダムデスサイズギルティカスタム
- ガンダムヘビーアームズ系
  - ガンダムデリンジャーアームズ
- ガンダムサンドロック系
  - ガンダムサンドレオン
  - ガンダムサンドレオンカスタム
- シェンロンガンダム系
  - ティエンロンガンダム

マリーメイア軍
- キャプリコーン
- ティエンロンガンダム

#### 新機動戦記ガンダムW Frozen Teardrop
ここには、書籍『新機動戦記ガンダムW Frozen Teardrop』の登場兵器を挙げる。
旧OZ（ロームフェラ財団）
- リーオー系
  - キマイラ（リーオーII型）
  - 新型キマイラ（リーオーIII型）
  - グライフ（リーオーIV型）
    - グライフ（トレーズ・クシュリナーダ専用機）
    - シュヴァルツ・グライフ

プリベンター
- 白雪姫（スノーホワイト）
- 魔法使い（ワーロック）
- エピオンパイ
- ガンダムプロメテウス

ラナグリン共和国
- OZ-13MS ガンダムエピオン
- OZ-03MDIV ビルゴIV（モビルドール）

#### 新機動戦記ガンダムW Endless Waltz 敗者たちの栄光
ここには、漫画『新機動戦記ガンダムW Endless Waltz 敗者たちの栄光』の登場兵器を挙げる。
コロニー側反連合/ガンダムパイロット
- XXXG-01W ウイングガンダム EW
- XXXG-01D ガンダムデスサイズ EW
  - XXXG-01D2 ガンダムデスサイズヘル EW
- XXXG-01H ガンダムヘビーアームズ EW
  - XXXG-01H2 ガンダムヘビーアームズ改 EW
- XXXG-01SR ガンダムサンドロック EW
  - XXXG-01SR2 ガンダムサンドロック改 EW
- XXXG-01S シェンロンガンダム EW
  - XXXG-01S2 アルトロンガンダム EW
- XXXG-00W0 ウイングガンダムプロトゼロ
  - XXXG-00W0 ウイングガンダムゼロ EW

ピースミリオン
- OZ-00MS トールギス EW
  - OZ-00MS トールギスF（トールギス・フリューゲル）

## アフターウォー作品
ここには、テレビアニメ『機動新世紀ガンダムX』をはじめとした、「アフターウォー」を劇中の年号とする作品に登場する兵器を挙げる。

### 機動新世紀ガンダムX
ここには、テレビアニメ『機動新世紀ガンダムX』の登場兵器を挙げる。
バルチャー（フリーデン）
- GT-9600 ガンダムレオパルド
  - GT-9600 ガンダムレオパルド S-1装備
  - GT-9600-D ガンダムレオパルドデストロイ
- GW-9800 ガンダムエアマスター
  - GW-9800-B ガンダムエアマスターバースト
- GX-9900 ガンダムX
  - GX-9900-DV ガンダムXディバイダー
- GX-9901-DX ガンダムダブルエックス
- RMS-006G ジェニス改エニルカスタム
- エスペランサII（エニル専用ガンダム、本編未登場）

新連邦軍
- NRX-007 コルレル
- NR-001 (NRX-009) バリエント
- NRX-010 ガブル
- NRX-011 ブリトヴァ
- NRX-0013 ガンダムヴァサーゴ
  - NRX-0013-CB ガンダムヴァサーゴ・チェストブレイク
- NRX-0015 ガンダムアシュタロン
  - NRX-0015-HC ガンダムアシュタロン・ハーミットクラブ
- NRX-016 ラスヴェート
  - Bitラスヴェート
  - NRX-016β ラスヴェートβ（漫画版のみ）
- NRX-018-2 ドートレス・ネオ
- GX-9901-DX ガンダムダブルエックス
- NRMA-006 ガディール（モビルアーマー）

地球統合連邦軍（旧連邦）
- DT-6600 ドータップ
  - DTM-6600 ドータップ水中型
- DT-6800 ドートレス
  - DT-6800A ドートレス・カスタム
  - DT-6800C ドートレス・コマンド
  - DT-6800FA ドートレス・フライヤー
  - DT-6800HM ドートレスHMファイヤーワラビー
  - DT-6800HMC ドートレスHMCワイズワラビー
  - DT-6800W ドートレス・ウエポン
- DTM-7000 ドーシート
  - DTM-7200 ドーシートIII
- GT-9600 ガンダムレオパルド
  - FT-9600 (GT-9600-GB) GTビット
- GW-9800 ガンダムエアマスター
  - FW-9800 (GW-9800-GB) GWビット
- GX-9900 ガンダムX
  - GX-9900NT-001 ガンダムX 1号機（ガロード・ラン搭乗機）
  - GX-9900NT-002 ガンダムX 2号機（ジャミル・ニート搭乗機）
  - GX-9900NT-003 ガンダムX 3号機（設定のみ）
  - FX-9900 (GX-9900-GB) GXビット（Gビット）
  - FX-9900-D Gビット(D.O.M.E)

宇宙革命軍
- RMS-006 ジェニス
- RMS-007G ジュラッグ
- RMS-009 セプテム
- RMS-014 オクト・エイプ
- RMS-019 クラウダ
  - RMS-019R クラウダ（ランスロー・ダーウェル専用機）
- RMSN-002 フェブラル
- RMSN-008 ベルティゴ
- MA-06 グランディーネ（モビルアーマー）
- MAN-003 パトゥーリア（モビルアーマー）
- メーアハイト（マンガ版のみ）

反革命軍組織サテリコン
- GT-9600 Gファルコン
- RMS-06G ジェニス改(サテリコン仕様)

エスタルド人民共和国軍
- ENG-001 エスタルドス
- ENG-002 パイロン

ノーザンベル連合王国軍
- EMG-002 パイロン（ノーザンベル仕様）

ガスタール民主共和国軍
- EMG-002 パイロン改

フォートセバーン市
- MAN-003 パトゥーリア
- RMS-007G ジュラッグ（ポーラベアー）
- RMSN-008 ベルティゴ

バルチャー
- RMS-006G ジェニス改
- RMS-006G ジェニス改クロッカオリジナル
- RMS-006G ジェニス改ヴェドバオリジナル・スラッシュバッファロー
- RMS-009G セプテム改
- RMS-014G オクト・エイプ改
- DT-6800 ドートレス
  - DT-6800C ドートレス・コマンド
  - DT-6800FA ドートレス・フライヤー
  - DT-6800HM ファイヤーワラビー
  - DT-6800HMC ワイズワラビー
  - DT-6800W ドートレス・ウエポン
  - DT-6800 ドートレス・タンク
  - DT-6800 ドートレス改
- エスペランサ（モビルアーマー）

シーバルチャー（オルク）
- DT-6600 ドータップ水中型
- DTM-7000 ドーシート
  - DTM-7200 ドーシートIII

D.O.M.E.
- FX-9900-D Gビット（D.O.M.E.）

#### コミックボンボン（Xバリエーション）
ここには、雑誌『コミックボンボン』の登場兵器を挙げる。
新地球連邦軍
- ガンダムヴァサーゴ・アサシン
- ガンダムヴァシュタロン

地球連邦軍（旧地球連邦軍）
- ガンダムレオパルド系
  - レオ・ダイバー
  - レオ・タンク
  - レオパルド・アイアン
- ガンダムエアマスター系
  - アクアマスター
  - ガンマスター
  - ソードマスター
- ガンダムX 空戦強化型

#### ホビージャパン/ガンダムX・ザ・3D/ガンダムウェポンズ
ここには、雑誌『ホビージャパン』の登場兵器を挙げる。
地球連邦軍（旧地球連邦軍）
- RX-9800 ガンダムエアマスタープロトタイプ
- GW-9800-ST ストライクエアマスター

#### 機動新世紀ガンダムX〜UNDER THE MOONLIGHT〜
ここには、漫画『機動新世紀ガンダムX〜UNDER THE MOONLIGHT〜』の登場兵器を挙げる。
バルチャー
- GT-9600 ガンダムレオパルド S-1装備
- GB-9700 ガンダムベルフェゴール
- GW-9800 ガンダムエアマスター
- GX-9900 ガンダムX
- RMS-006G ジェニスガスパカスタム

ブラック・ホーネット
- RMS-012-8 ディクセン・ホーネット
- RMS-012-10 ディクセン・モードエックス

#### あなたと、一緒なら
ここには、『機動新世紀ガンダムX Blu-Rayメモリアルボックス』に同梱の漫画『あなたと、一緒なら』の登場兵器を挙げる。
- GX-9900 ガンダムX3号機
- GNR-0008C ガンダムヌーヴェル

## 正暦作品
ここには、テレビアニメ『∀ガンダム』をはじめとした、「正暦」を劇中の年号とする作品に登場する兵器を挙げる。

### ∀ガンダム
ここには、テレビアニメおよびアニメーション映画『∀ガンダム』の登場兵器を挙げる。
ミリシャ（イングレッサ・ミリシャ/ルジャーナ・ミリシャ）
- AMX-109 カプル
  - AMX-109 コレン・ナンダー専用カプル
- FLAT-L06D ハイヒール（フラット）
- MRC-U11D アルマジロ（ウァッド）
- MRX-009 ブラックドール（小説版のみ）
- MS-05 ギャバン専用ボルジャーノン
  - MS-05 ボルジャーノン
- MS-06 ボルジャーノン
- NRS-P701R ゴドウィン
- OZ-10VMSX ガンダムアスクレプオス（コミックボンボン漫画版のみ）
- WD-M01 (System-∀99) ∀ガンダム

ディアナカウンター（ムーンレィス軍）
- FLAT-L06D フラット
- JMA0530 (Model U) ウォドム
- MR-Spi05Ω モビル・リブ "ジェット・ストリーム"
- MRC-C03 ベロナ
- MRC-F20 スモー
  - MRC-F20 ゴールドスモー
- MRC-F31/J-2126 ムットゥー
  - NRX-055 バウンド・ドック（コミックボンボン漫画版のみ）
- MRC-U11D ウァッド
- NRS-P701 ゴッゾー
- TAF-M9 イーゲル
- SPA-51 キャノン・イルフート

ギンガナム艦隊（ムーンレィス軍）
- Concept-X 6-1-2 ターンX
- G-M1F/XM-0754 バンデット
- G-M2F/AMX-102 ズサン
- G-838 マヒロー

その他
- XXXG-00W0 ウイングガンダムゼロ

#### ∀ガンダム（本編未登場）
- 4LEG
- AMX-102 ズサ
- MS-08TX イフリート（ボルジャーノン）
- MSZ-006 Ζガンダム
- RGC-80 ジム・キャノン
- RGM-109 ヘビガン
- ウォドムガンダム（モビルアーマー、設定のみ）
- スモーガンダム（∀ガンダム没案）
- ムーンバタフライ（福井晴敏著『月に繭地には果実』に登場した蝶型のモビルアーマー。ディアナ・ソレル、キエル・ハイムが搭乗した。サイコミュ、蝶型ファンネルを備えている）
- 月光蝶（佐藤茂著の角川スニーカー文庫版に登場した機体）
- ブラックドール
- モビル・カウダータ（安田朗作、『∀ガンダム 月の風』に登場）

#### Before ∀
- 4レッグ
- Concept-X 6-1-2 ターンX 初期生産型（オリジナルターンX）
- FLAT-L06D 暴徒鎮圧用フラット
- MRC-F20 スモー・グリーンメタリックタイプ（量産型スモー）
- System-∀98 テストベッド∀ガンダム
- System-∀99 ∀ガンダム フル装備型

## コズミック・イラ作品
ここには、テレビアニメ『機動戦士ガンダムSEED』をはじめとした、「コズミック・イラ」を劇中の年号とする作品に登場する兵器を挙げる。

### 機動戦士ガンダムSEED
ここには、テレビアニメ『機動戦士ガンダムSEED』の登場兵器を挙げる。
地球連合軍
『電撃ホビーマガジン』2003年7月号によると「SEED世界においては『ガンダム』という名称のMSは存在しない。(中略)いまのところは、キラがストライクを指して『ガンダム』と呼んでいるだけである」とされている。
- GAT-01 ストライクダガー
- GAT-X102 デュエルガンダム
- GAT-X103 バスターガンダム
- GAT-X105 ストライクガンダム
  - GAT-X105+AQM/E-X01 エールストライクガンダム
  - GAT-X105+AQM/E-X02 ソードストライクガンダム
  - GAT-X105+AQM/E-X03 ランチャーストライクガンダム
  - GAT-X105+AQM/E-YM1 パーフェクトストライクガンダム（HDリマスター版にて登場）
- GAT-X131 カラミティガンダム
- GAT-X207 ブリッツガンダム
- GAT-X252 フォビドゥンガンダム
- GAT-X303 イージスガンダム
- GAT-X370 レイダーガンダム
- MAW-01 ミストラル
- TS-MA2mod.00 メビウス・ゼロ
  - TS-MA2 メビウス

ザフト軍
- AMF-101 ディン
  - AMF-101  ラウ専用ディン
- TMF/A-802 バクゥ
- TMF/A-803 ラゴゥ
  - TFA-2 ザウート
- UMF-4A グーン
- UMF-5 ゾノ
- ZGMF-1017 ジン
  - ZGMF-LRR704B ジン長距離強行偵察複座型
- ZGMF-515 シグー
- ZGMF-600 ゲイツ
  - ZGMF-600 クルーゼ専用ゲイツ
- ZGMF-X09A ジャスティスガンダム
- ZGMF-X10A フリーダムガンダム
- ZGMF-X13A プロヴィデンスガンダム
- GAT-X102 デュエルガンダム
  - GAT-X102 デュエルガンダム アサルトシュラウド
- GAT-X103 バスターガンダム
- GAT-X207 ブリッツガンダム
- GAT-X303 イージスガンダム

オーブ連合首長国
- MBF-02 ストライクルージュ
- MBF-M1 M1アストレイ

#### 機動戦士ガンダムSEED Re:
ここには、漫画『機動戦士ガンダムSEED Re』の登場兵器を挙げる。
ザフト
- ZGMF-1017  クルーゼ専用ジン
- クルーゼ専用シグー
- ラゴゥハイマニューバ
- GAT-X102 デュエル ジェグス装備
- AMF-101 ディン ジェグス装備

#### 機動戦士ガンダムSEED MSV
ここには、プラモデル企画『機動戦士ガンダムSEED MSV』の登場兵器を挙げる。
地球連合軍
- GAT-X105+AQM/E-X04 ガンバレルストライクガンダム
- GAT-X105+AQM/E-M1 ストライクガンダム+I.W.S.P.
- GAT-X133 ソードカラミティ
  - GAT-X133-01 ソードカラミティ初号機
- GAT-X255 フォビドゥンブルー
- GAT-706S ディープフォビドゥン
- GAT-333 レイダー制式仕様
- GAT-01D ロングダガー
  - GAT-01D ロングダガー フォルテストラ
- GAT-01D1 デュエルダガー
  - GAT-01D1 デュエルダガー フォルテストラ
- GAT-01A1 105ダガー
  - GAT-01A1+AQM/E-X04 ガンバレルダガー
- GAT-A01/E2 バスターダガー
- AQM/E-X04 ガンバレルストライカー
- ZGMF-1017 ジャン専用ジン

ザフト軍
- ZGMF-1017 ミゲル専用ジン
- ZGMF-1017 ジン式典用装飾タイプ
- ZGMF-1017M ジンハイマニューバ
- TMF/S-3 ジンオーカー
- UWMF/S-1 ジンワスプ
- YF-3A ジンフェムウス
- ZGMF/TAR-X1 ジン戦術航空偵察タイプ
- 寒冷地型ジン
- YMF-01B プロトジン
- AME-WAC01 早期警戒・空中指揮型ディン特殊電子戦仕様
- YFX-200 シグーディープアームズ
- YFX-600R 火器運用試験型ゲイツ改
- UMA/TE-6 グーン地中機動試験評価タイプ
- TMF/TR-2 バクゥ戦術偵察タイプ
- TMF/A-802 P-Mod.W バクゥ バルトフェルド専用改修タイプ
- スーパーグーン

オーブ連合首長国
- MBF-02+P202QX ストライクルージュ+I.W.S.P.
- GAT-X105+P204QX ライトニングストライクガンダム
- MBF-M1A M1Aアストレイ

#### 機動戦士ガンダムSEED MSV（コミックボンボン版）
ここには、メカニックデザイン企画『機動戦士ガンダムSEED MSV（コミックボンボン版）』の登場兵器を挙げる。
地球連合軍
- GAT-105RF RFストライク
- ダイブストライク
- 偵察用ストライク
- ストライクWSB

ザフト軍
- 高機動型ストライクG

### 機動戦士ガンダムSEED DESTINY
ここには、テレビアニメ『機動戦士ガンダムSEED DESTINY』の登場兵器を挙げる。
ザフト軍
- ZGMF-X42S デスティニーガンダム
- ZGMF-X666S レジェンドガンダム
- ZGMF-X56S インパルスガンダム
  - ZGMF-X56S/α フォースインパルスガンダム
  - ZGMF-X56S/β ソードインパルスガンダム
  - ZGMF-X56S/γ ブラストインパルスガンダム
- ZGMF-X23S セイバーガンダム
- ZGMF-X24S カオスガンダム
- ZGMF-X31S アビスガンダム
- ZGMF-X88S ガイアガンダム
- ZGMF-1000 ザクウォーリア
  - ZGMF-1000/A1 ガナーザクウォーリア
  - ZGMF-1000/K スラッシュザクウォーリア
  - ZGMF-1000/M ブレイズザクウォーリア
- ZGMF-1000 ザクウォーリア（ハイネ隊仕様）
  - ZGMF-1000/A1 ガナーザクウォーリア  (ハイネ隊仕様)
  - ZGMF-1000/K スラッシュザクウォーリア  (ハイネ隊仕様)
  - ZGMF-1000/M ブレイズザクウォーリア  (ハイネ隊仕様)
    - ZGMF-1000 ルナマリア専用ザクウォーリア
      - ZGMF-1000/A1 ルナマリア専用ガナーザクウォーリア

    - ZGMF-1000 ディアッカ専用ザクウォーリア（HDリマスター版）
      - ZGMF-1000/A1 ディアッカ専用ガナーザクウォーリア（HDリマスター版）
- ZGMF-1001 ザクファントム
  - ZGMF-1001/A1 ガナーザクファントム
  - ZGMF-1001/K スラッシュザクファントム
  - ZGMF-1001/M ブレイズザクファントム
    - ZGMF-1001 レイ専用ブレイズザクファントム
      - ZGMF-1001/M レイ専用ブレイズザクファントム

    - ZGMF-1001/K イザーク専用スラッシュザクファントム
    - ZGMF-1001/M ハイネ専用ブレイズザクファントム
    - ZGMF-1001/M ディアッカ専用ブレイズザクファントム
- ZGMF-X2000 グフイグナイテッド (ハイネ専用機)
  - ZGMF-2000 グフイグナイテッド（量産機）
    - ZGMF-2000 イザーク専用グフイグナイテッド
- AMA-953 バビ
- AMRF-101C AWACSディン
- TFA-4DE ガズウート
- UMF/SSO-3 アッシュ
  - UMF/SSO-3 アッシュ（特殊部隊仕様）
- UTA/TE-6P ジオグーン
- UWMF/S-1 ジンワスプ改
- ZGMF-601R ゲイツR

地球連合軍
- GAT-02L2 ダガーL
  - GAT-02L2+AQM/E-A4E1 ダガーL（ジェットストライカー装備）
  - GAT-02L2+AQM/E-M11 ダガーL（ドッペルホルン連装無反動砲装備）
- GAT-02L2 ダークダガーL
  - GAT-02L2+AQM/E-M11 ダークダガーL（ドッペルホルン連装無反動砲装備）
- GAT-04 ウィンダム
  - GAT-04+AQM/E-A4E1 ウィンダム（ジェットストライカー装備）
  - GAT-04+AQM/E-M11 ウィンダム（ドッペルホルン連装無反動砲装備）
  - GAT-04 ウィンダム（マルチストライカー装備）
    - GAT-04+AQM/E-A4E1 ネオ専用ウィンダム
- GAT-01A1+AQM/E-A4E1 105ダガー（ジェットストライカー）
- GAT-01A1+AQM/E-X03 ランチャーダガー
- GAT-707E フォビドゥンヴォーテクス
- GFAS-X1 デストロイガンダム
- RGX-01 カオスガンダム
- RGX-02 アビスガンダム
- RGX-03 ガイアガンダム
- TS-MA4F エグザス
- TS-MB1B ユークリッド
- YMAF-A6BD ザムザザー
- YMAG-X7F ゲルズゲー

オーブ連合首長国、アークエンジェル
- MBF-M01+EF-24R M1アストレイ シュライク装備型
- MVF-M11C ムラサメ
  - MVF-M11C  ムラサメ偵察型
  - MVF-M11C  バルトフェルド専用ムラサメ
- ORB-01 アカツキ
  - ORB-01 オオワシアカツキ
  - ORB-01 シラヌイアカツキ
- ZGMF-X10A フリーダムガンダム
- MBF-02 ストライクルージュ
  - MBF-02+EW454F ストライクルージュ オオトリ装備（HDリマスター版）

クライン派
- ZGMF-X19A インフィニットジャスティスガンダム
- ZGMF-X20A ストライクフリーダムガンダム
- ZGMF-X88S バルトフェルド専用ガイアガンダム
- ZGMF-XX09T ドムトルーパー

テロリスト
- ZGMF-1017M2 ジンハイマニューバ2型

#### 機動戦士ガンダムSEED DESTINY MSV
ここには、プラモデル企画『SEED DESTINY MSV』の登場兵器を挙げる。
地球連合軍
- GAT-S02R NダガーN
- GAT-X399/Q ワイルドダガー

ザフト軍
- ZGMF-X999A ザク量産試作型
- ZGMF-1000/AAL ノクティルーカザクウォーリア
- ZGM-1000/R4 コマンドザクCCI
- ZGMF-3000Q プロヴィデンスザク
- ZGMF-X101S ザクスプレンダー
- ZGMF-X2000CQGB&S グフクラッシャー
- ZGMF-XX09T ドムトルーパー（オリジナル仕様）
- XMF-P192P プロトカオス
- ZGMF-X56S/θ デスティニーインパルスガンダム
  - ZGMF-X56S/θ デスティニーインパルスガンダム2号機
  - ZGMF-X56S/θ デスティニーインパルスガンダム3号機

オーブ軍
- MVF-M12A オオツキガタ

### 機動戦士ガンダムSEED FREEDOM
ここには、アニメーション映画『機動戦士ガンダムSEED FREEDOM』の登場兵器を挙げる。『SEED』『SEED DESTINY』に登場した既存機体は除く。
世界平和監視機構コンパス
- STTS-909 ライジングフリーダムガンダム
- STTS-808 イモータルジャスティスガンダム
- ZGMF-2025/F ゲルググメナース（ルナマリア機）
- ZGMF-2025/F ゲルググメナース（一般機）
- ZGMF-2027/A ギャンシュトローム（アグネス機）
- ZGMF-2027/A ギャンシュトローム（ヒルダ機）
- ZGMF/A-262B ストライクフリーダムガンダム弐式
  - ZGMF/A-262PD-P マイティーストライクフリーダムガンダム
    - MDE262S プラウドディフェンダー
- STTS/F-400 ムラサメ改（ムウ機）
- ZGMF/A-42S2 デスティニーガンダムSpecII
- ZGMF-56E2 インパルスガンダムSpecII
  - ZGMF-56E2/α フォースインパルスガンダムSpecII
  - ZGMF-56E2/β ソードインパルスガンダムSpecII
  - ZGMF-56E2/γ ブラストインパルスガンダムSpecII

ターミナル
- ZGMF-MM07 ズゴック
  - ZGMF-X191M2 インフィニットジャスティスガンダム弐式
- AMGS-X18P キャバリアーアイフリッド-0

オーブ連合首長国
- AMGS-X18P キャバリアーアイフリッド-2

ザフト軍
- ZGMF-1027M デュエルブリッツガンダム
- ZGMF-103HD ライトニングバスターガンダム

ファウンデーション
- NOG-M2D1/E ブラックナイトスコード カルラ
- NOG-M1A1 ブラックナイトスコード シヴァ
- NOG-M4F1 ブラックナイトスコード ルドラ（ガーネット）
- NOG-M4F2 ブラックナイトスコード ルドラ（エメラルド）
- NOG-M4F3 ブラックナイトスコード ルドラ（スピネル）
- NOG-M4F4 ブラックナイトスコード ルドラ（サファイア）
- ZGMF/A-1018F ジン-F
- ZGMF-1017Q ジン-R
- AMF/A-102F ディン-F
- AMF-101Q/4 ディン-R

### 機動戦士ガンダムSEED C.E.73 STARGAZER
ここには、OVA『機動戦士ガンダムSEED C.E.73 STARGAZER』の登場兵器を挙げる。
D.S.S.D（深宇宙探査開発機構）
- GSX-401FW スターゲイザー
- UT-1D シビリアンアストレイDSSDカスタム

地球連合軍（ファントムペイン）
- GAT-01A2R 105スローターダガー
- GAT-X1022 ブルデュエルガンダム
- GAT-X103AP ヴェルデバスターガンダム
- GAT-X105E+AQM/E-X09S ストライクノワールガンダム

ザフト軍
- TMF/A-802W2 ケルベロスバクゥハウンド

テロリスト
- ZGMF-1017 ジン タイプ インサージェント

#### 機動戦士ガンダムSEED C.E.73 STARGAZER PHANTOM PAIN REPORT
ここには、フォトストーリー『機動戦士ガンダムSEED C.E.73 STARGAZER PHANTOM PAIN REPORT』の登場兵器を挙げる。
地球連合軍
- GAT-X105E アナザートライアルソードストライクE
- GAT-X105E アナザートライアルランチャーストライクE

### 機動戦士ガンダムSEED ASTRAYシリーズ
ここには、メディアミックス作品『機動戦士ガンダムSEED ASTRAYシリーズ』登場兵器・作業用機械を挙げる。

#### 機動戦士ガンダムSEED ASTRAY
ここには、小説及び漫画『機動戦士ガンダムSEED ASTRAY』、『機動戦士ガンダムSEED ASTRAY R』、『機動戦士ガンダムSEED ASTRAY B』の登場兵器を挙げる。
オーブ連合首長国
- MBF-P01 ガンダムアストレイ ゴールドフレーム
  - MBF-P01-Re ガンダムアストレイ ゴールドフレーム 天（未完成）
  - MBF-P01-Re ガンダムアストレイ ゴールドフレーム 天
  - MBF-P01-Re2 ガンダムアストレイ ゴールドフレーム 天ミナ
- MBF-M1 ジャン専用M1アストレイ

ジャンク屋組合
- MBF-P02 ガンダムアストレイ レッドフレーム
  - MBF-P02 ガンダムアストレイ レッドフレーム サルベージタイプ
  - MBF-P02 ガンダムアストレイ レッドフレーム フライト・ユニット
  - MBF-P02 ガンダムアストレイ レッドフレーム パワーローダー
  - MBF-P02 ガンダムアストレイ レッドフレーム パワードレッド
- MAW-01 ロウ専用キメラ
- MAW-01 リーアム専用キメラ
- MAW-01 樹里専用キメラ

サーペントテール
- MBF-P03 ガンダムアストレイ ブルーフレーム
  - MBF-P03 ガンダムアストレイ ブルーフレーム スケイル・システム
  - MBF-P03 ガンダムアストレイ ブルーフレーム フル・ウェポン
  - MBF-P03 ガンダムアストレイ ブルーフレーム ハイスピード・ブースター
  - MBF-P03 ガンダムアストレイ ブルーフレーム コンプリートセンサー
  - MBF-P03 second G ガンダムアストレイ ブルーフレーム セカンドG
    - MBF-P03 second G ガンダムアストレイ ブルーフレーム セカンドG スナイパー・パック

  - MBF-P03 second L ガンダムアストレイ ブルーフレーム セカンドL
    - MBF-P03 second L ガンダムアストレイ ブルーフレーム セカンドL ローエングリンランチャー

  - MBF-P03 fourth ガンダムアストレイ ブルーフレーム フォース フルアーマー・フェイズシフト
- ZGMF-1017 劾専用ジン
- ZGMF-1017 イライジャ専用ジン
  - ZGMF-1017 イライジャ専用ジン改

ザフト軍
- ZGMF-X11A リジェネレイトガンダム

地球連合軍
- GAT-01D ジャン専用ロングダガー
  - GAT-01D ジャン専用ロングダガー フォルテストラ
- TSX-MA717 ペルグランデ

その他
- ZGMF-1017 ヴェイア専用ジン
- ZGMF-1017 ワークスジン
- ZGMF-1017 改造高速戦闘用ジン テンペスター
- ZGMF-1017 改造重爆撃用ジン フエゴ
- ZGMF-1017 ウンノウ専用ジン
- ZGMF-1017 アンスタン専用改造ジン
- NMS-X07PO ゲルフィニート

#### 機動戦士ガンダムSEED ASTRAY special edition
ここには、プラモデル企画『機動戦士ガンダムSEED ASTRAY special edition』の登場兵器を挙げる。
サーペントテール
- MBF-P03 ガンダムアストレイ ブルーフレーム ショートレンジアサルト

オーブ連合首長国
- MBF-01 ガンダムアストレイ ゴールドフレーム天（完全体）

#### 機動戦士ガンダムSEED X ASTRAY
ここには、漫画『機動戦士ガンダムSEED X ASTRAY』の登場兵器を挙げる。
地球連合軍
- CAT1-X1/3 ハイペリオンガンダム1号機
- CAT1-X2/3 ハイペリオンガンダム2号機
- CAT1-X3/3 ハイペリオンガンダム3号機

ザフト軍
- YMF-X000A ドレッドノートガンダム
- YMF-X000A Xアストレイ

#### 機動戦士ガンダムSEED DESTINY ASTRAY
ここには、小説及び漫画『機動戦士ガンダムSEED DESTINY ASTRAY』の登場兵器を挙げる。
ザフト軍
- AMF-103A ディンレイヴン
- ZGMF-1017AS ジンアサルト
- ZGMF-X12A テスタメントガンダム
  - ZGMF-X12A+AQM/E-X01 エールテスタメントガンダム
  - ZGMF-X12A+AQM/E-X02 ソードテスタメントガンダム
- ZGMF-YX21R プロトセイバー
- ZGMF-1001 リーカ専用ブレイズザクファントム
- ホスピタルザクウォーリア
- カオスインパルスガンダム
- アビスインパルスガンダム
- ガイアインパルスガンダム
- ドラグーンフライヤー

地球連合軍
- RGX-00 テスタメントガンダム
  - RGX-00+AQM/E-X05 テスタメントガンダム ディバインストライカー装備型
- RGX-04 プロトセイバー
  - RGX-04+11 プロトセイバー+11
- TS-MA4F モーガン専用エグザス
- GAT-01A1+AQM/E-X02 ソードダガー
- GAT-02L2+AQM/E-X02 ソードダガーL
- GAT-02L2+AQM/E-X03  ランチャーダガーL
- GAT-04+AQM/E-X01  エールウィンダム

その他
- ZGMF-X12 ガンダムアストレイ アウトフレーム
  - ZGMF-X12 ガンダムアストレイ アウトフレーム バックジョイント装備型
  - ZGMF-X12 ガンダムアストレイ アウトフレーム バックホーム装備型
  - ZGMF-X12 ガンダムアストレイ アウトフレーム Gフライト装備型
  - ZGMF-X12 ガンダムアストレイ アウトフレーム マルチパック装備型
    - ZGMF-X12 ガンダムアストレイ アウトフレーム ブラストシルエット装備型

  - ZGMF-X12+AQM/E-X01 ガンダムアストレイ アウトフレーム エールストライカー装備機
  - ZGMF-X12+AQM/E-X03 ガンダムアストレイ アウトフレーム ランチャーストライカー装備機
- ZGMF-X12D ガンダムアストレイ アウトフレームD
  - ZGMF-X12D ガンダムアストレイ アウトフレームD バックジョイント装備型
  - ZGMF-X12D ガンダムアストレイ アウトフレームD バックホーム装備型
  - ZGMF-X12D ガンダムアストレイ アウトフレームD Gフライト装備型
  - ZGMF-X12D ガンダムアストレイ アウトフレームD マルチパック装備型
    - ZGMF-X12D ガンダムアストレイ アウトフレームD ブースターウィザード装備型
    - ZGMF-X12D ガンダムアストレイ アウトフレームD デスティニーシルエット装備型

  - ZGMF-X12D+AQM/E-X01 ガンダムアストレイ アウトフレームD エールストライカー装備機
  - ZGMF-X12D+AQM/E-X02 ガンダムアストレイ アウトフレームD ソードストライカー装備機
  - ZGMF-X12D+AQM/E-X03 ガンダムアストレイ アウトフレームD ランチャーストライカー装備機
  - ZGMF-X12D+AQM/E-M11 ガンダムアストレイ アウトフレームD ドッペルホルン連装無反動砲装備機
  - ZGMF-X12D+AQM/E-X05 ガンダムアストレイ アウトフレームD ディバインストライカー装備型
- AMF-103A マティガン専用ディンレイヴン
- ZGMF-1017AS マディガン専用ジンアサルト
- ZGMF-1001 マティガン専用ザクファントム
- ZGMF-1001/AAL マティガン専用ノクティルーカザクファントム
- ZGMF-X12A マティガン専用テスタメントガンダム
  - ZGMF-X12A+AQM/E-X05 マティガン専用テスタメントガンダム ディバインストライカー装備型
- MWF-JG71 レイスタ
  - MWF-JG71 ガンダムタイプヘッドレイスタ
  - MWF-JG71 宇宙用レイスタ
    - MWF-JG71 ユン専用レイスタ
    - MWF-JG71 ジェス専用レイスタ
- ZGMF-1001 イライジャ専用ザクファントム
- YMF-X000A/H ドレッドノートイータ
- MBF-P02 ガンダムアストレイ レッドフレームMJ

#### 機動戦士ガンダムSEED C.E.73 Δ ASTRAY
ここには、漫画『機動戦士ガンダムSEED C.E.73 Δ ASTRAY』の登場兵器を挙げる。
マーシャン
- GSW-M02 マーズタンク
- GSF-YAM01 デルタアストレイ
- GSF-YAM02 ガードシェル
- MBF-JG73MJ マーズジャケット
- MMF-JG73L ターンデルタ

ザフト軍
- TMF/A-802W2 アイザック専用ケルベロスバクゥハウンド
- ZGMF-1000 アイザック専用ケルベロスザクウォーリア
- ZGMF-1000 ケルベロスザクウォーリア（ラガシュ基地特殊部隊仕様）

地球連合軍（ファントムペイン）
- GAT-X105E+P202QX ストライクE+I.W.S.P.
- GAT-X207SR ネロブリッツガンダム
- GAT-X303AA ロッソイージスガンダム

オーブ連合首長国
- GAT-01A2R+AQM/E-X02 ソード105スローターダガー
- GAT-01A2R+AQM/E-X03 ランチャー105スローターダガー
- GAT-01A2R+P202QX 105スローターダガー+I.W.S.P.
- GAT-01A2R+P204QX ライトニング105スローターダガー

ジャンク屋組合
- MWF-JG73 シビリアンアストレイJGカスタム

#### 機動戦士ガンダムSEED FRAME ASTRAYS
ここには、小説および漫画『機動戦士ガンダムSEED FRAME ASTRAYS』の登場兵器を挙げる。
サーペントテール
- MBF-P03 third ガンダムアストレイ ブルーフレームサード
- CAT1-XG2/12 劾専用ハイペリオンG

地球連合軍
- GAT-FJ108 ライゴウガンダム
  - GAT-FJ108 スペキュラムライゴウガンダム
  - GAT-FJ108 キャリバーンライゴウガンダム
  - GAT-FJ108 サムブリットライゴウガンダム
- CAT1-XG1/12 ハイペリオンG
- GAT-X105E ルカス専用ストライクE
  - GAT-X105E+AQM/E-M1 ルカス専用ストライクE+I.W.S.P.
  - GAT-X105E ルカス専用アナザートライアルソードストライクE
  - GAT-X105E ルカス専用アナザートライアルランチャーストライクE
- ZGMF-515 ジスト専用シグー
  - ZGMF-515AS ジスト専用シグーアサルト

東アジア共和国第十三保護区反政府ゲリラ
- MBF-P04 ガンダムアストレイ グリーンフレーム

ザフト軍
- ZGMF-515AS シグーアサルト
- ZGMF-2000 ルドルフ専用グフイグナイテッド
- TMF/A-802W2 アレック専用ケルベロスバクゥハウンド
- TMF/A-802W2 アレック専用ブレイズバクゥハウンド

PMC（民間軍事企業）
- UT-1D レオンズ専用シビリアンアストレイDSSDカスタム
  - PMC-1L レオンズ専用アームズアストレイPMCカスタム
- ZGMF-1000 スー専用ケルベロスザクウォーリア

第四軍
- MWF-JG73+P202QX シビリアンアストレイ0カスタム+I.W.S.P.

#### 機動戦士ガンダムSEED VS ASTRAY
ここには、フォトストーリー『機動戦士ガンダムSEED VS ASTRAY』の登場兵器を挙げる。
ライブラリアン
- LR-GAT-X102 レーゲンデュエルガンダム
- LH-GAT-X103 ヘイルバスターガンダム
- LG-GAT-X105 ゲイルストライクガンダム
- LN-GAT-X207 ネブラブリッツガンダム
- LN-ZGMF-X13A ニクスプロヴィデンスガンダム
- LV-ZGMF-X23S ヴァンセイバーガンダム
- MBF-P05LM ガンダムアストレイ ミラージュフレーム
  - MBF-P05LM2 ガンダムアストレイ ミラージュフレーム セカンドイシュー
  - MBF-P05LM3 ガンダムアストレイ ミラージュフレーム サードイシュー
- MBF-P02 ガンダムアストレイ レッドフレーム（レプリカ）

サーペントテール
- MBF-P03R ガンダムアストレイ ブルーフレーム セカンドリバイ

ジャンク屋組合
- MBF-P02KAI ガンダムアストレイ レッドフレーム改

#### 機動戦士ガンダムSEED DESTINY ASTRAY R
ここには、プラモデル企画『機動戦士ガンダムSEED DESTINY ASTRAY R』の登場兵器を挙げる。
ジャンク屋組合
- MBF-P02 ガンダムアストレイ レッドドラゴン

アクタイオン・インダストリー社
- GAT-X131B ブラウカラミティガンダム
- GAT-X252R ロートフォビドゥンガンダム
- GAT-X370G ゲルプレイダーガンダム
- MBF-P02VV ガンダムアストレイ ターンレッド
- CAT1-VGR ハイペリオンGR
- CAT1-VGL ハイペリオンGL

民間
- UT-1D-JAC ガンダムアストレイ ブレイズレッド
- MWF-JGP99G ガンダムアストレイ バイオレンスガイスト
- ZGMF-X56S/ι デスティニーインパルスガンダムR
  - ZGMF-X56S/ι DIアダガ

傭兵
- ZGMF-X2000G2 グフギャラクティカ

#### 機動戦士ガンダムSEED DESTINY ASTRAY B
ここには、プラモデル企画『機動戦士ガンダムSEED DESTINY ASTRAY B』の登場兵器を挙げる。
サーペントテール
- MBF-P03D ガンダムアストレイ ブルーフレームD
- ZGMF-1001/A1 イライジャ専用ガナーザクファントム

傭兵
- MBF-P0X ガンダムアストレイノワール
  - MBF-P0XD ガンダムアストレイノワールD
- ZGMF-X2000 エルザ専用グフイグナイテッド
  - ZGMF-X2000CQGB&S エルザ専用グフクラッシャー
    - ZGMF-X2000CQGB&S グフクラッシャー改

#### 機動戦士ガンダムSEED ASTRAY 天空の皇女
ここには、漫画『機動戦士ガンダムSEED ASTRAY 天空の皇女』の登場兵器を挙げる。
サーペントテール
- MBF-P03R ガンダムアストレイ ブルーフレーム セカンドリバイ スケイルシステム

傭兵
- ZGMF-X56S インパルスガンダムブランシュ

民間
- ロードアストレイ
  - MHF-01Ω ロードアストレイΩ

オーブ連合首長国
- MBF-P01-Re3 ガンダムアストレイ ゴールドフレーム 天ハナ
  - MBF-P01-Re3<HANA> ガンダムアストレイ ゴールドフレーム 天ハナ バージョン華
  - MBF-P01-Re3<Amaterasu> ガンダムアストレイ ゴールドフレーム アマテラス
- ガンダムアストレイ ゴールドフレーム 天ミナC

ザフト軍
- ロードアストレイZ

#### 機動戦士ガンダムSEED FREEDOM ASTRAY
ここには、漫画『機動戦士ガンダムSEED FREEDOM ASTRAY』の登場兵器を挙げる。
民間
- ザク量産試作型（ベースキャンプ運用仕様）

### 機動戦士ガンダムSEED ECLIPSE
ここには、漫画『機動戦士ガンダムSEED ECLIPSE』の登場兵器を挙げる。
オーブ連合首長国
- MVF-X08 エクリプスガンダム
  - MVF-X08+EW452HM マニューバエクリプスガンダム
  - MVF-X08+EW453R エクリプスガンダム ライジン装備

アンティファクティス
- GAT-X130 エールカラミティガンダム
- ZGMF-1017GR ジングラディエイター
- MVF-X08R2 エクリプスガンダム2号機
- GAT-XX370 ブーストレイダー

### その他（コズミック・イラ）

#### X42S-REVOLUTION
ここには、CD『X42S-REVOLUTION』の登場兵器を挙げる。
ザフト軍
- ZGMF-X42S-REVOLUTION ハイネ専用デスティニーガンダム

#### METAL BUILD オルタナティブストライク
ここには、ホビー企画『METAL BUILD オルタナティブストライク』の登場兵器を挙げる。
民間
- GAT-X105 ドライグストライクガンダム
- GAT-X105+AP/Y1001+AP/Y1002 ドライグストライクガンダム（フライトユニット装備）
- MBF-P02+AP/Y1001+AP/Y1002 ガンダムアストレイ レッドフレーム（フライトユニット装備）
- ガンダムアストレイ エールレッドフレーム
- ガンダムアストレイ ガンバレルレッドフレーム
- ガンダムアストレイ エールブルーフレームセカンドリバイ
- ガンダムアストレイ エールブルーフレームセカンドリバイ（カレトヴルッフ装備）
- ガンダムアストレイ ガンバレルブルーフレームセカンドリバイ
- ガンダムアストレイ ランチャーブルーフレームセカンドリバイ
- ガンダムアストレイ ランチャーレッドフレーム
- ガンダムアストレイ ソードレッドフレーム
- ガンダムアストレイ ソードブルーフレームセカンドリバイ
- ガンダムアストレイ ライトニングレッドフレーム
- ガンダムアストレイ ライトニングブルーフレームセカンドリバイ
- ストライクガンダム オオトリ装備（AP再生機）
- マキシマムパーフェクトストライク（AP再生機）
- ガンダムアストレイ ダブルソードレッドフレーム オオトリ装備
- ガンダムアストレイ トリプルランチャーブルーフレームセカンドリバイ オオトリ装備
- ガンダムアストレイ ダブルローエングリンランチャーブルーフレームセカンドリバイ
- ローエングリンランチャーストライクガンダム
- ガンダムアストレイ ローエングリンランチャーレッドフレーム改
- ガンダムアストレイ ブルーフレームセカンドリバイ スナイパーパック装備
- ストライクガンダム スナイパーパック装備
- ガンダムアストレイ レッドフレーム改スナイパー
- SLランチャー ガンダムアストレイ ブルーフレームセカンドリバイ
- MBF-P02 ガンダムアストレイ レッドドラゴニクス
- ネオドライグストライクガンダム
- ネオドライグブルーフレームセカンドリバイ
- ドライグレッドドラゴニクス
- ガンダムアストレイ ブルーフレームセカンドリバイ I.W.S.P.
- ガンダムアストレイ レッドフレーム改 I.W.S.P.
- ソードストライクノワール
- ランチャーストライクノワール
- ガンダムアストレイ ライトニングゴールドフレーム
- ガンダムアストレイ ドライグゴールドフレーム
- ガンダムアストレイ ディバインゴールドフレーム
- ディバインストライクガンダム
- ディバインストライクE

#### 機動戦士ガンダムSEED Recollection
ここには、アプリ『SDガンダム ジージェネレーション エターナル』に収録されている『機動戦士ガンダムSEED Recollection』の登場兵器を挙げる。
- MBF-03+P208QX ドラグーンストライク
- MVF-P11-1428T ムラサメ飛行能力試験型
- ZGMF-600AS ゲイツアサルト（シヴァ専用機）
- YMAF-X4BD ゼーイーゲル

## 西暦作品
ここには、テレビアニメ『機動戦士ガンダム00』をはじめとした、西暦24世紀を世界観とする作品に登場する兵器を挙げる。ELSやその擬態MSは厳密には金属生命体であるが、便宜的にここで扱う。

### 機動戦士ガンダム00
ここには、テレビアニメ『機動戦士ガンダム00』の登場兵器を挙げる。

#### ファーストシーズン
外伝が初出の機体は除く。
ソレスタルビーイング
- GN-000 0ガンダム（オーガンダム）
- GN-001 ガンダムエクシア
  - GN-001+GNR-001E GNアーマーTYPE-E
- GN-002 ガンダムデュナメス
  - GN-002+GNR-001D GNアーマーTYPE-D
- GN-003 ガンダムキュリオス
- GN-005 ガンダムヴァーチェ
- GN-004 ガンダムナドレ

ソレスタルビーイング（チームトリニティ）
- GNW-001 ガンダムスローネアイン
- GNW-002 ガンダムスローネツヴァイ
- GNW-003 ガンダムスローネドライ

ユニオン
- VMS-15 ユニオンリアルド
  - MA-115HT ユニオンリアルドホバータンク
- SVMS-01 ユニオンフラッグ
  - SVMS-01E グラハム専用ユニオンフラッグカスタム（カスタムフラッグ）
    - SVMS-01O オーバーフラッグ
    - SVMS-01X グラハム専用ユニオンフラッグカスタムII（GNフラッグ）

  - SVMS-01OP ユニオンフラッグ オービットパッケージ（オービットフラッグ）

タリビア共和国
- VMS-15 ユニオンリアルド（タリビア共和国カラー）

人類革新連盟
- MSJ-06II-A ティエレン地上型
  - MSJ-06II-LC ティエレン長距離射撃型
- MSJ-06II-C ティエレン高機動型
  - MSJ-06II-C/B ティエレン高機動B型
    - MSJ-06II-C/BT ティエレン高機動B指揮官型
- MSJ-06II-E ティエレン宇宙型
  - MSJ-06II-ET ティエレン宇宙指揮官型
- MSJ-06II-SP ティエレン超兵型（ティエレンタオツー）
- MAJ-V34 ジャーチョー有人型（モビルアーマー）
  - MAJ-V34AI ジャーチョー無人型（モビルアーマー）
- 小型工兵車両型MA

AEU
- AEU-05/05 AEUヘリオンベルベトゥウム（ヘリオン05年型）
  - AEU-05 AEUヘリオン捕獲型
  - AEU-05 AEUヘリオン偵察型
  - AEU-05 AEUヘリオン爆撃型
  - AEU-05G AEUヘリオン陸戦型（ヘリオン グランドパッケージ）
- AEU-09 AEUイナクト
  - AEU-09T AEUイナクト指揮官型
  - AEU-09T AEUイナクト（デモカラー）
- AEU-MA07013 アグリッサ
  - AEU-09Y812/A サーシェス専用AEUイナクトカスタム（アグリッサ型）

モラリア共和国
- AEU-05/05 AEUヘリオンベルベトゥム（モラリア正規軍カラー）
  - AEU-05 AEUヘリオン偵察型（モラリア正規軍カラー）
  - AEU-05G AEUヘリオン陸戦型（モラリア正規軍カラー）
- AEU-05/05 AEUヘリオンベルベトゥム（PMCトラストカラー）
  - AEU-05G AEUヘリオン陸戦型（PMCトラストカラー）
- AEU-09Y812 サーシェス専用AEUイナクトカスタム（モラリア開発実験型）

国連軍
- GNX-603T ジンクス(GN-X)
- GNMA-XCVII アルヴァトーレ（モビルアーマー）
  - GNMS-XCVII アルヴァアロン

アザディスタン王国
- MSER-04 アンフ

ラ・イデンラ
- AEU-05/05 AEUヘリオンベルベトゥウム ラ・イデンラ仕様
- MAJ-03 シュウェザァイ（水中用モビルアーマー）

KPSA
- ワークローダー

その他
- AEU-05OP AEUヘリオン宇宙型 テロリスト仕様

#### セカンドシーズン
外伝が初出の機体は除く。また、ファーストシーズンから登場している機体の内、OPや回想のみに登場した機体も除く。
ソレスタルビーイング
- GN-000 0ガンダム（実戦配備型）
- GN-001RE ガンダムエクシアリペア（エクシア改）
  - GN-001REII ガンダムエクシアリペアII（エクシアRII）
- GN-0000 ダブルオーガンダム
  - GN-0000+GNR-010 ダブルオーライザー
- GN-006 ケルディムガンダム
  - GN-006GNHW/R ケルディムガンダムGNHW/R
- GN-007 アリオスガンダム
  - GN-007+GNR-101A アーチャーアリオス
  - GN-007GNHW/M アリオスガンダムGNHW/M
- GN-008 セラヴィーガンダム
  - GN-008GNHW/B セラヴィーガンダムGNHW/B
- GN-009 セラフィムガンダム
- GNR-101A GNアーチャー

王商会
- GNW-003/SH リィアン
  - GNW-003 ガンダムスローネドライ

アロウズ
- GNX-609T ジンクスIII（アロウズカラー）
- GNX-704T アヘッド
  - GNX-704T/AC アヘッド近接戦闘型（ミスター・ブシドー専用アヘッド、アヘッド・サキガケ）
  - GNX-704T/SP アヘッド脳量子波対応型（アヘッド・スマルトロン）
- GNX-U02X マスラオ（磨修羅生）
  - GNX-Y901TW スサノオ
- GNMA-04B11 トリロバイト（モビルアーマー）

イノベイター勢力
- GNZ-003 ガデッサ
- GNZ-004 ガガ
- GNZ-005 ガラッゾ
- GNZ-007 ガッデス
- GNW-20000 アルケーガンダム
- CB-0000G/C リボーンズガンダム / リボーンズキャノン
- GNMA-Y0001 エンプラス（モビルアーマー）
  - GNMA-0001V レグナント（モビルアーマー）

地球連邦平和維持軍
- GNX-609T ジンクスIII（地球連邦平和維持軍カラー）
- MSJ-06III-A ティエレン全領域対応型（セルゲイ専用ティエレンタオツー）

カタロン
- VMS-15 ユニオンリアルド（カタロンカラー）
  - VMS-15OP ユニオンリアルド宇宙型（カタロンカラー）
- SVMS-01 ユニオンフラッグ（カタロンカラー）
  - SVMS-01OP ユニオンフラッグ オービットパッケージ（カタロンカラー）
- MSER-04 アンフ（カタロンカラー）
- MSJ-06II-A ティエレン地上型（カタロンカラー）
  - MSJ-06II-C ティエレン高機動型（カタロンカラー）
  - MSJ-06II-C/B ティエレン高機動B型（カタロンカラー）
  - MSJ-06II-E ティエレン宇宙型（カタロンカラー）
- AEU-05/05 AEUヘリオンベルベトゥウム（カタロンカラー）
  - AEU-05OP AEUヘリオン宇宙型（カタロンカラー）
- AEU-09T AEUイナクト指揮官型（カタロンカラー）
  - AEU-09OP AEUイナクト宇宙型（カタロンカラー）

スイール王国
- AEU-09RG AEUイナクトスイール王宮警護型

反人類革新連盟軍
- 水上ホバーMA

#### 劇場版 機動戦士ガンダム00 -A wakening of the Trailblazer-
ここには、アニメーション映画『劇場版 機動戦士ガンダム00 -A wakening of the Trailblazer-』に登場する機動兵器を挙げる。
ソレスタルビーイング
- GNT-0000 ダブルオークアンタ
  - ELSクアンタ
- GN-010 ガンダムサバーニャ
- GN-011 ガンダムハルート
- CB-002 ラファエルガンダム
- GN-008RE セラヴィーガンダムII
- GN-0000RE+GNR-010 ダブルオーライザー（粒子貯蔵タンク型）
- GN-002RE ガンダムデュナメスリペア
- CBNGN-003 ユニオンフラッグ ソレスタルビーイング仕様（フラッグ改）

地球連邦平和維持軍
- GNX-609T ジンクスIII（地球連邦平和維持軍カラー）
- GNX-803T ジンクスIV
  - GNX-803T ジンクスIV(指揮官用)
- GNX-Y903VS ブレイヴ一般用試験機
  - GNX-Y903VW ブレイヴ指揮官用試験機
- GNMA-Y0002V ガデラーザ
- GNZ-004/BW ガガキャノン
- MA-115HT ユニオンリアルドホバータンク ダブルバレル（地球連邦平和維持軍カラー）
- VMS-15OP ユニオンリアルド宇宙型（地球連邦平和維持軍カラー）
- SVMS-01OA オーバーフラッグ宇宙型（地球連邦平和維持軍カラー）
- AEU-05OP AEUヘリオン宇宙型（地球連邦平和維持軍カラー）
- AEU-09OP AEUイナクト宇宙型（地球連邦平和維持軍カラー）
- MSJ-06II-E ティエレン宇宙型（地球連邦平和維持軍カラー）

コロニー公社
- GNX-609T ジンクスIII（コロニー公社カラー）

ELS
- 小型ELS
- 中型ELS
- ELSジンクスIV
- ELSダブルオー（漫画版に登場）
- ELSガデラーザ（漫画版に登場）

その他
- GNW-100A サキブレ（ワークローダー）

### 公式外伝
ここには、テレビ本編と並行して展開される公式外伝ストーリーに登場する兵器を挙げる。
なお、テレビ本編を含めた複数の作品に渡り登場する機体は初出の作品の節にのみ記載する。

#### 機動戦士ガンダム00P
ソレスタルビーイング
- GNY-001 ガンダムアストレア
- GNY-002 ガンダムサダルスード
- GNY-003 ガンダムアブルホール
- GNY-004 ガンダムプルトーネ
- GNY-0042-874 ガンダムアルテミー
- GN-XXX ガンダムラジエル
  - GN-XXX+GNR-000 セファーラジエル
- GN-005/PH ガンダムヴァーチェ フィジカル

人類革新連盟
- MSJ-04 ファントン
  - MSJ-04T ファントン指揮官型
- MSJ-06YIII-B ティエレン全領域対応試作型（ティエレンチーツー）

AEU
- AEU-05/92 AEUヘリオンイニティウム（ヘリオン92年型）
- AEU-05/00 AEUヘリオンメディウム（ヘリオン00年型）
- AEU-MA0707 アグリッサ タイプ7

イノベイド
- CBY-001 1ガンダム（アイガンダム）
- CBY-077 GNキャノン（ガンキャノン）

#### 機動戦士ガンダム00P SPECIAL EDITION
フェレシュテ（フォン・スパーク）
- GNY-001F/hs-A01D ガンダム アヴァランチアストレアTYPE-Fダッシュ

イノベイド
- CB-001.5D2 1.5ガンダム タイプ ダーク

#### 機動戦士ガンダム00F
フェレシュテ
- GNY-001F ガンダムアストレアTYPE-F
  - GNY-001F2 ガンダムアストレアTYPE-F2（TYPE-F改）
- GNY-002F ガンダムサダルスードTYPE-F
- GNY-003F ガンダムアブルホールTYPE-F

人類革新連盟
- MAJ-S08 シャオショウ（宇宙用モビルアーマー）
- MAJ-P13 フェイモウツー（飛行型モビルアーマー）
  - MAJ-P13AI フェイモウツー無人型

国連軍
- GNX-606T ジンクスII
  - GNX-607T/AC ジンクスIIソード
  - GNX-607T/BW ジンクスIIキャノン

モラリア共和国PMC
- AEU-09 AEUイナクトカスタム量産型

イノベイター勢力
- GNY-001FB ガンダムアストレアTYPE-Fブラック（ブラックアストレア）
- GNY-002FB ガンダムサダルスードTYPE-Fブラック（ブラックサダルスード）
- GNY-003FB ガンダムアブルホールTYPE-Fブラック（ブラックアブルホール）
- GNY-004B ガンダムプルトーネブラック（ブラックプルトーネ）
- GN-XXXB ガンダムラジエルブラック（ブラックラジエル）
  - GN-XXXB+GNR-000B ブラックセファーラジエル

#### 機動戦士ガンダム00V
ソレスタルビーイング
- GN-000FA フルアーマー0ガンダム
- GN-001/hs-A01 ガンダム アヴァランチエクシア
- GN-002/DG014 ガンダムデュナメストルペード
- GN-003/af-G02 ガンダムキュリオス ガスト
- GN-004/te-A02 ガンダムナドレ アクウオス
- GN-0000/7S ダブルオーガンダム セブンソード
- GN-0000/XN ザンダブルオーガンダム
- GN-0000+GNR-010/XN ダブルオーザンライザー
- GN-006/SA ケルディムガンダム サーガ
- GN-007/AL アリオスガンダム アスカロン
- GN-008GNHW/3G セラヴィーガンダムGNHW/3G
- GN-00902 セム

ソレスタルビーイング（チームトリニティ）
- GNW-001/hs-T01 ガンダムスローネアイン トゥルブレンツ

ユニオン
- SVMS-01SG ユニオンフラッグ陸戦重装甲型（シェルフラッグ）
- SVMS-01AP ユニオンフラッグ オービットパッケージ コロニーガード仕様（コロニーガードフラッグ）
- SVMS-01AW ユニオンフラッグ オービットパッケージ アストロワーク仕様（アストロワークフラッグ）

AEU
- AEU-09/LS AEUイナクト ランドストライカーパッケージ（イナクトサンドチャリオット）

人類革新連盟
- MSJ-06II-AC ティエレン対空型（ティエレンツーウェイ）
- MSJ-06II-ED ティエレン軌道エレベーター守備型（ティエレンジィージュー）

国連軍
- GNX-509T スローネ ヴァラヌス
- GNX-604T アドヴァンスドジンクス

地球連邦平和維持軍/アロウズ
- GNX-704T/FS アヘッド強行偵察型（アヘッド・ロングテール）
- GNX-612T/AA スペルビア ジンクス
- GNX-604T アドヴァンスドジンクス（デボラ・ガリエナ機）
- GNX-Y802T ノーヘッド

イノベイター勢力
- GNZ-001 ガルムガンダム
- GNW-20000/J ヤークトアルケーガンダム
- CB-0000G/C/T リボーンズガンダム オリジン

カタロン
- AEU-09/LS クラウス専用イナクト ランドストライカーパッケージ

#### 機動戦士ガンダム00V戦記
ソレスタルビーイング
- GN-001/hs-A01D ガンダム アヴァランチエクシアダッシュ
- GN-0000GNHW/7SG ダブルオーガンダム セブンソード/G
- GN-0000GNHW/7SGD2 ダブルオーガンダム セブンソード/G インスペクション
- GNT-0000/FS ダブルオークアンタ フルセイバー
- CB-002/GD ラファエルガンダム ドミニオンズ
- GN-00802 セラ
- GN-001REIII ガンダムエクシアリペアIII（エクシアRIII）

地球連邦平和維持軍
- GNX-805T/CF ジンクスIVコアファイター搭載型

イノベイター勢力
- GNW-20003 アルケーガンダムドライ

#### 機動戦士ガンダム00I
フェレシュテ
- GN-XXX ガンダムラジエル ヒクサー・フェルミ専用機

フェレシュテ（フォン・スパーク）
- GNY-001F ガンダムアストレアTYPE-F フォン・スパーク専用機
- GNY-002F ガンダムサダルスードTYPE-F フォン・スパーク専用機
- GNY-003F ガンダムアブルホールTYPE-F フォン・スパーク専用機
- GNY-004 ガンダムプルトーネ フォン・スパーク専用機

イノベイド
- CBY-001 1ガンダム ビサイド・ペイン専用機
  - CB-001.5 1.5ガンダム（アイズガンダム）

#### 機動戦士ガンダム00I 2314
フェレシュテ
- GNZ-001E ガルムガンダムE

ELS
- ELSアスカロン

#### 機動戦士ガンダム00N
ユニオン
- SVMS-01AS ユニオンフラッグ空戦偵察哨戒型（エアロフラッグ）
- VMS-15 ユニオンリアルド 日本国防軍仕様

人類革新連盟
- MSER-04 アンフ ワークローダー仕様

地球連邦平和維持軍
- SVMS-01O オーバーフラッグ（地球連邦平和維持軍カラー）
- GNX-603T ジンクス（地球連邦平和維持軍カラー）
- MSER-04 アンフ 地球連邦平和維持軍仕様

イノベイター勢力
- GNMA-0001V2 レグナント2号機（モビルアーマー）

ELS
- ELSガガ（文字設定のみ）

### ドラマCD
本編にも登場する機体は除く。

#### 機動戦士ガンダム00 アナザーストーリー ROAD TO 2307
アイリス社
- YMS-01A ユニオンフラッグ

ベルファクトリー社
- YMS-02 ユニオンブラスト

### ガンダム00 Festival 10 "Re:vision"
ここには、イベント『ガンダム00 Festival 10 "Re:vision"』のリーディングライブに登場する機動兵器を挙げる。
ソレスタルビーイング
- ガンダムエクシアリペアIV
- ガンダムデュナメスリペアIII

### 舞台 機動戦士ガンダム00 -破壊による再生-Re:Build
ここには、舞台演劇『舞台 機動戦士ガンダム00 -破壊による再生-Re:Build』に登場する機動兵器を挙げる。
イノベイター勢力
- GNW-004X ガンダムスローネフィーア

### 舞台 機動戦士ガンダム00 -破壊による覚醒-Re:(in)nobvation
ここには、舞台演劇『舞台 機動戦士ガンダム00 -破壊による覚醒-Re:(in)nobvation』に登場する機動兵器を挙げる。
イノベイター勢力
- IガンダムTYPE-エクシア
- IガンダムTYPE-デュナメス
- IガンダムTYPE-キュリオス
- IガンダムTYPE-ヴァーチェ

### 機動戦士ガンダム00関連玩具オリジナル
ここには、『機動戦士ガンダム00』の玩具オリジナルとして登場する機動兵器を挙げる。
ソレスタルビーイング
- GN-001 ガンダムデヴァイズエクシア
- ガンダムデヴァイズデュナメス
- GNDY-0000 ガンダムアストレアII
  - ガンダムザンアストレアII

イノベイター勢力
- GNY-001XB ガンダムアストレアTYPE-Xフィンスターニス

## A.G.作品
ここでは、テレビアニメ『機動戦士ガンダムAGE』をはじめとした、「A.G.（Advanced Generation）」を劇中の年号とする作品に登場する兵器を挙げる。

### 機動戦士ガンダムAGE
ここには、アニメーション作品『機動戦士ガンダムAGE』に登場する機動兵器を挙げる。
地球連邦軍
- AGE-1 ガンダムAGE-1ノーマル
  - AGE-1T ガンダムAGE-1タイタス
  - AGE-1S ガンダムAGE-1スパロー
  - AGE-1F ガンダムAGE-1フラット
    - AGE-1G ガンダムAGE-1グランサ
      - AGE-1G ガンダムAGE-1フルグランサ

  - ガンダムAGE-1ゴールドアロー（小説版のみ）
- AGE-2 ガンダムAGE-2ノーマル
  - AGE-2DB ガンダムAGE-2ダブルバレット
  - AGE-2 ガンダムAGE-2ノーマル特務隊仕様
- AGE-3 ガンダムAGE-3ノーマル
  - AGE-3F ガンダムAGE-3フォートレス
  - AGE-3O ガンダムAGE-3オービタル
- AGE-FX ガンダムAGE-FX
- RGE-B790 ジェノアス
  - RGE-B790CW ジェノアスカスタム（ウルフ・エニアクル専用機）
    - RGE-B890 ジェノアスII
      - RGE-B890 ジェノアスII（ディーヴァカラー）
      - RGE-B893CO ジェノアスOカスタム

  - ジェノアスコマンド（小説版のみ）
  - ジェノアスキャノン（小説版のみ）
  - ジェノアス タイプ791（小説版のみ）
- WMS-GEX1 Gエグゼス
- WMS-GB5 Gバウンサー
  - テスト用MS
  - Gバウンサー・デオス
  - RGE-2300XR パイオニアα（小説版のみ）
- RGE-G1100 アデル
  - RGE-G1100 アデル（ディーヴァカラー）
  - RGE-G1100T アデルタイタス
  - RGE-G1100S アデルスパロー
  - RGE-G1100C アデルキャノン
  - RGE-G1500 アデルマークII
  - RGE-G1500 アデルマークII（宇宙用）
- RGE-C350 シャルドール改
- RGE-G2100 クランシェ
  - RGE-G2100C クランシェカスタム

ザラム
- CMS-223Z ジラ
  - CMS-223G ガラ

エウバ
- CMS-574X ゼノ
  - CMS-574E エルメダ

マッドーナ工房
- CMS-B/67 シャルドール
  - CMS-B/67M シャルドールM（ムクレド専用機）
- ヴァンデラ（モビルスタンダード）

民間機
- CMS-328 デスペラード（工業用モビルスタンダード）
- スリーディー（資源採掘用モビルスタンダード）

宇宙海賊ビシディアン
- AGE-2DH ガンダムAGE-2ダークハウンド
- BMS-004 Gエグゼス ジャックエッジ
- BMS-003 シャルドール ローグ

UE（Unknown Enemy=アンノウン・エネミー） / ヴェイガン
- ovv-f ガフラン
  - ovv-fl ガフランL
- xvv-xc ゼダス
  - xvv-xcr ゼダスR
  - xvv-xcm ゼダスM
- ovv-a バクト
- xvb-xd ファルシア
  - xvb-fnc フォーンファルシア
- xvm-gz デファース
  - ovm-lce レガンナー
- ovm-e ドラド
  - ovm-el ドラドL
- xvm-zgc ゼイドラ
  - xvm-zgc ジルスベイン
- xvm-dgc クロノス
- xvm-mzc ゼイダルス
- xvt-zgc ギラーガ
  - xvt-rlc ギラーガ改
- ovv-af ダナジン
- ovw-cc ゴメル
- ovw-dc ウロッゾ
  - ovw-dc-2gc ウロッゾR
- xvm-zbc ザムドラーグ
- xvx-ooo グルドリン
- xvm-fzc ガンダムレギルス
- xvg-xxx ヴェイガンギア
  - ヴェイガンギア・シド
- HMS-005 ティエルヴァ（連邦製の機体）

EXA-DB
- シド

### 機動戦士ガンダムAGE MEMORY OF EDEN
ここには、OVA『機動戦士ガンダムAGE MEMORY OF EDEN』に登場する機動兵器の内、本作で新規に登場する機体を挙げる。
地球連邦軍
- AGE-1SW ガンダムAGE-1ソーディア
- RGE-G1500C アデルマークIIキャノン（宇宙用）
- RGE-G2100 クランシェ（アマデウス所属タイプ）
- RGE-C350S シャルドール スカウト（残骸のみ）

ヴェイガン
- xvm-fzcr ガンダムレギルス（ゼハート専用カラー）

### 機動戦士ガンダムAGE 〜追憶のシド〜
ここには、漫画作品『機動戦士ガンダムAGE 〜追憶のシド〜』に登場する機動兵器を挙げる。
宇宙海賊ビシディアン
- BMS-005 Gサイフォス
- BMS-004 Gエグゼス ジャックエッジ
- BMS-003 シャルドール ローグ

地球連邦軍
- RGE-B890 ジェノアスII（ラーガン・ドレイス機）

EXA-DB
- シド

### 機動戦士ガンダムAGE UNKNOWN SOLDIERS
ここには、プラモデル企画『機動戦士ガンダムAGE UNKNOWN SOLDIERS』に登場する機動兵器を挙げる。
地球連邦軍
- AGE-1R ガンダムAGE-1レイザー
- AGE-1AJ/2 ガンダムAGE-1 2号機 アサルトジャケット
- AGE-2DC ガンダムAGE-2ダブルブレイド
- AGE-FX ガンダムAGE-FX（Aファンネル装備型）
- RGE-G1100ST アデルスタークス

民間機
- CMS-F/06 シャルドールG（ウルフ専用モビルレーサー）

宇宙海賊ビシディアン
- BMS-005SS Gサイフォス（スネークソード装備型）

ヴェイガン
- ovv-gaf グルジン
- ovm-gd グルード

### 機動戦士ガンダムAGE EXA-LOG
ここには、プラモデル企画『機動戦士ガンダムAGE EXA-LOG』に登場する機動兵器を挙げる。
地球連邦軍
- AGE-2A ガンダムAGE-2アルティメス
- AGE-3L ガンダムAGE-3ラグナ
- RGE-B790CF ジェノアスフォックスカスタム
- RGE-C350S シャルドール スカウト
- RGE-G2000X プロトタイプクランシェ

宇宙海賊ビシディアン / 民間機
- BMS-008 ローグバット

ヴェイガン
- xvv-xcc ゼダスC
- xvm-dfc ウィゲル
- xvm-fzc-zgc ガンダムレギルスR
- ovm-pp ゴールデングルドリンパーフェクト

その他
- Flight Unit 02 Everse System ガフランマーズフェザー
- 伝説のモビルスーツ「ザ・ガンダム」（復元）

### 機動戦士ガンダムAGE トレジャースター
ここには、漫画作品『機動戦士ガンダムAGE トレジャースター』に登場する機動兵器を挙げる。
トレジャースター
- ガンダムAGE-1（ダイキVer.）
  - ガンダムAGE-1 フェニックスウェア
- コテツジェノアス
  - コテツジェノアス アシュラモード
- ルーガエグゼス（Gエグゼス改）

ズール海賊団
- ジラ（バレル・ズール専用機）
- ジラ（マコト・ズール専用機）
- ジラ（ミユキ・ズール専用機）
- ゼノ（ルーガ専用機）

民間機
- デスペラード（ヤクヤク専用機）
- コテツジェノアス改

地球連邦軍
- アデル（リュウジ・リュウザキ機）

ヴェイガン
- ザンギ・エール専用ゼダス（仮称）

## リギルド・センチュリー作品
ここには、テレビアニメ『ガンダム Gのレコンギスタ』をはじめとした、「リギルド・センチュリー」を劇中の年号とする作品に登場する兵器を挙げる。

### ガンダム Gのレコンギスタ
ここには、テレビアニメーション作品『ガンダム Gのレコンギスタ』に登場する機動兵器を挙げる。
G系統
- YG-111 G-セルフ
  - YG-111 G-セルフ 大気圏内用バックパック装備
  - YG-111 G-セルフ 宇宙用バックパック装備
  - YG-111 G-セルフ リフレクターパック装備
  - YG-111 G-セルフ トリッキーパック装備
  - YG-111 G-セルフ 高トルクパック装備
  - YG-111 G-セルフ アサルトパック装備
  - YG-111 G-セルフ パーフェクトパック装備
- MSAM-033 G-アルケイン
  - MSAM-033 G-アルケイン（フルドレス）
- VGMM-Gf10 G-ルシファー

キャピタル・テリトリィ
- レクテン
  - レックスノー
- CAMS-02 カットシー
- エルフ・ブル
  - CAMS-03P エルフ・ブルック
    - CAMS-03 エルフ・ブルック量産1号機（マスク専用機）
- CAMS-04 ウーシァ
- CAMS-05P マックナイフ
  - CAMS-05 マスク専用マックナイフ
  - CAMS-05 バララ専用マックナイフ
- ビフロン
- VGMM-Git01 カバカーリー
- ジーラッハ（モビルアーマー）
- ユグドラシル（モビルアーマー）

アメリア/海賊部隊
- GH-001 グリモア
- MSAM-YM03 モンテーロ
  - 量産型モンテーロ
- ジャハナム
  - MSAM-034 宇宙用ジャハナム
    - MSAM-034a 宇宙用ジャハナム（クリム・ニック専用機）
- ヘカテー
- トリニティ
- アーマーザガン（モビルアーマー）
- VGMM-La01a ダーマ（モビルアーマー）
  - VGMM-La01b ダハック
- モラン（鹵獲機）
- ザンスガット（ケルベス機）

トワサンガ
- モラン
  - モラン（ロックパイ機）
- エルモラン
- ザックス
- ネオドゥ
- ガイトラッシュ

ビーナス・グロゥブ
- VGMM-Gb03 ジャイオーン
- VGMM-Sc02 ジャスティマ
- リジット
- ポリジット
- ザンスガット
- ズゴッギー
- マズラスター
- ジロッド（モビルアーマー）
- コンキュデベヌス（モビルアーマー）

その他
- スカイガンダム（ダミー）
- G-フェネクス（『FROM THE PAST TO THE FUTURE』登場）

### はじめたいキャピタルGの物語
ここには小説作品『はじめたいキャピタルGの物語』に登場する機動兵器を挙げる。
キャピタルタワー
- 作業用マン・マシーン

宇宙海賊
- G-SELF（マン・マシーン）

### G-laboratory 形部一平デザインワークス
ここにはメカニックデザイン企画『G-laboratory 形部一平デザインワークス』にて設定された機動兵器を挙げる。
キャピタル・テリトリィ
- 陸戦型カットシー
- 指揮官型カットシー
- ブラックマック

ビーナス・グロゥブ
- プロトタイプ・ジャイオーン（ガンダムヘッド）

アメリア
- ジャハナム機動型（ガトリングパック装備）
- クリム・ニック専用グリモア

## Post Disaster作品
ここには、テレビアニメ『機動戦士ガンダム 鉄血のオルフェンズ』をはじめとした、「Post Disaster」を劇中の年号とする作品に登場する兵器を挙げる。

### 機動戦士ガンダム 鉄血のオルフェンズ
ここには、テレビアニメーション作品『機動戦士ガンダム 鉄血のオルフェンズ』に登場する機動兵器を挙げる。

#### 第1期
ガンダム・フレーム
- ASW-G-08 ガンダム・バルバトス
  - ガンダム・バルバトス 第1形態
  - ガンダム・バルバトス 第2形態
  - ガンダム・バルバトス 第3形態
  - ガンダム・バルバトス 第4形態
  - ガンダム・バルバトス 第5形態
    - ガンダム・バルバトス 第5形態地上戦仕様

  - ガンダム・バルバトス 第6形態
- ASW-G-11 ガンダム・グシオン
  - ASW-G-11 ガンダム・グシオンリベイク
- ASW-G-66 ガンダム・キマリス
  - ASW-G-66 ガンダム・キマリストルーパー

鉄華団（てっかだん）/CGS（クリュセ・ガード・セキュリティ）
- TK-53 CGSモビルワーカー
  - TK-53/s CGSモビルワーカー（宇宙型）
- EB-06/tc グレイズ改
  - EB-06/tc2 流星号（グレイズ改弐）

ギャラルホルン
- EB-06 グレイズ
  - EB-06 グレイズ（アーレス所属機）
  - EB-06s グレイズ指揮官機
  - EB-06j グレイズ（地上戦仕様）
  - EB-06r グレイズリッター
    - EB-06r グレイズリッター（地上戦仕様）
    - EB-06rs グレイズリッター指揮官機
- EB-05s シュヴァルベ・グレイズ
  - EB-05s シュヴァルベ・グレイズ（マクギリス機）
  - EB-05s シュヴァルベ・グレイズ（ガエリオ機）
    - EB-05s シュヴァルベ・グレイズ（アイン機）

  - EB-AX2 グレイズ・アイン
- NK-17 ギャラルホルンモビルワーカー

テイワズ
- STH-05 百錬
  - STH-05/AC 百錬（アミダ機）
  - STH-05R 漏影
- STH-14s 百里

ブルワーズ
- UGY-R41 マン・ロディ

ドルトコロニー群
- UGY-R38 スピナ・ロディ
- UW-33 ユニオンモビルワーカー

モンターク商会
- V08-1228 グリムゲルデ

#### 第2期
ガンダム・フレーム
- ASW-G-08 ガンダム・バルバトスルプス
  - ASW-G-08 ガンダム・バルバトスルプスレクス
- ASW-G-11 ガンダム・グシオンリベイクフルシティ
- ASW-G-XX ガンダム・ヴィダール
  - ASW-G-66 ガンダム・キマリスヴィダール
- ASW-G-64 ガンダム・フラウロス（四代目流星号）
- ASW-G-01 ガンダム・バエル

鉄華団
- STH-16 獅電
  - STH-16/tc 獅電改シノ機（三代目流星号）
    - STH-16/tc 雷電号

  - STH-16/tc2 獅電オルガ機
- UGY-R41 ランドマン・ロディ
- TK-56 鉄華団モビルワーカー

ギャラルホルン
- EB-06s グレイズ指揮官機（イオク機）
- EB-06rs グレイズリッター（マクギリス機）
- EB-05s シュヴァルベ・グレイズ（石動機）
- EB-06Q グレイズシルト
- EB-08 レギンレイズ
  - EB-08s レギンレイズ指揮官機
  - EB-08s レギンレイズ（ジュリエッタ機）
    - EB-08jjc レギンレイズ・ジュリア
    - EB-08jjc レギンレイズ・ジュリア（地上戦仕様）

  - EB-08s レギンレイズ（イオク機）
- EB-04 ゲイレール
  - EB-04jc4 ゲイレール・シャルフリヒター
- V08Re-0526 ヘルムヴィーゲ・リンカー

テイワズ
- STH-20 辟邪
- UGY-R41 マン・ロディ（JPTトラスト所属機）
- IPP-66305 ユーゴー（JPTトラスト所属機）

夜明けの地平線団
- IPP-66305 ユーゴー
- UGY-R45 ガルム・ロディ
- HD-21 HDモビルワーカー

アーブラウ
- AEB-06L フレック・グレイズ
- UW-33 ユニオンモビルワーカー アーブラウ仕様

SAU (STRATEGIC ALLIANCE UNION)
- IPP-0032S ジルダ（SAU軍仕様）
- SAU-17 SAUモビルワーカー

オセアニア連合
- IPP-0032 ジルダ（一般機）

その他
- UGY-R38 スピナ・ロディ（アミダ機）
- ハシュマル（モビルアーマー）
- プルーマ（小型無人機動兵器）

### 機動戦士ガンダム 鉄血のオルフェンズ 月鋼
ここには、公式外伝作品『機動戦士ガンダム 鉄血のオルフェンズ外伝 月鋼』に登場する機動兵器を挙げる。
- ASW-G-29 ガンダム・アスタロト
  - ASW-G-29 ガンダム・アスタロトオリジン
  - ASW-G-29 ガンダム・アスタロトリナシメント
- TMPM02/AC トリアイナ
- UGY-R41/H ハクリ・ロディ
- UGY-R41/T2C ラブルス
- STH-14/T2C カッリスト
- EB-06/TC2 リーガルリリー
- ASW-G-47 ガンダム・ウヴァル
  - ASW-G-47 ガンダム・ウヴァルユハナ
- アードラ
- STH-14s/as 強襲特化型百里
- ASW-G-71 ガンダム・ダンタリオン
  - ASW-G-71 ガンダム・ダンタリオン(月鋼)
- EB-06N グレイズシュタッヘル
- V03-0907 オルトリンデ
- ASW-G-56 ガンダム・グレモリー
- ガンダム・セーレ

### 機動戦士ガンダム 鉄血のオルフェンズG / ウルズハント
ここには、ソーシャルゲーム作品『機動戦士ガンダム 鉄血のオルフェンズG』と収録されている外伝作品『機動戦士ガンダム 鉄血のオルフェンズ ウルズハント』に登場する機動兵器を挙げる。
- ガンダム・端白星
  - ガンダム・端白星（第1形態）
  - ガンダム・端白星（第2形態）
- スピナ・ロディ（レンジー部隊所属機）
- フレック・グレイズ（金星）
- EB-05c シュヴァルベ・カスタム（シクラーゼ機）
- IPP-18875 エンゾ
- ASW-G-35 ガンダム・マルコシアス
- ASW-G-32 ガンダム・アスモデウス
- ASW-G-61 ガンダム・ザガン
- UGY-R266C モンキー・ロディ（隊長機）
  - UGY-R267MM モンキー・クラブ・ロディ
- STH-1507 白虹（隊長機）
- EB-04/rcgp ゲイレールGP
- EB-04/icgs ゲイレールGS
- ハラエル（モビルアーマー）
- アナネル（モビルアーマー）
- ネマミア（モビルアーマー）
- メハイア（モビルアーマー）

### 機動戦士ガンダム 鉄血のオルフェンズ MSV
ここには、メカニックデザイン企画『機動戦士ガンダム 鉄血のオルフェンズ MSV』に登場する機動兵器を挙げる。
- ガンダム・端白星アレクトール
- ASW-G-04 ガンダム・ガミジン
- ASW-G-16 ガンダム・ゼパル
- ASW-G-48 ガンダム・ハーゲンティ
- ASW-G-54 ガンダム・ムルムル
- ASW-G-XK エックスケー
- EB-06t グレイズ（訓練機）
- アトラ☆百華
- マン・ロディ（クーデリアスペシャルVer.3）
- V04-0630 ヴァルトラウテ
- V07-0126 ジークルーネ

## アド・ステラ作品
ここには、テレビアニメ『機動戦士ガンダム 水星の魔女』をはじめとした、「アド・ステラ」を劇中の年号とする作品に登場する機動兵器を挙げる。基本的に製造企業ごとの区分であるが、作中の登場年代および作品自体が違ったり、端役もしくは所属不明な兵器などは勢力ごとに分けられている。

### 機動戦士ガンダム 水星の魔女
シン・セー開発公社 / 株式会社ガンダム
- XVX-016 ガンダム・エアリアル
  - XVX-016RN ガンダム・エアリアル（改修型）
- XGF-E03 ガンドノード（無人機）

ジェターク・ヘビー・マシーナリー社
- MD-0031 ディランザ
  - MD-0032G ディランザ グエル専用機
  - MD-0031L ディランザ ラウダ専用機
  - MD-0031UL ディランザ・ソル
- MD-0064 ダリルバルデ
- MD-0021 デスルター
- MDX-0003 ガンダム・シュバルゼッテ

ペイル・テクノロジーズ社
- FP/A-77 ガンダム・ファラクト
- F/D-19 ザウォート
  - F/D-20 ザウォート・ヘビィ

グラスレー・ディフェンス・システムズ社
- CFK-029 ミカエリス
- CFP-010 ハインドリー
  - CFP-013 ハインドリー・シュトゥルム
- CEK-077 ベギルペンデ

ブリオン社
- MSJ-121 デミトレーナー
  - MSJ-105CC デミトレーナー チュチュ専用機
  - MSJ-OP122 デミギャリソン
  - MSJ-121 デミトレーナー YOASOBIコラボVer.
- MSJ-R122 デミバーディング

オックス・アース・コーポレーション
- EDM-GA-01 ガンダム・ルブリス・ウル
- EDM-GA-02 ガンダム・ルブリス・ソーン
- EDM-GB ガンヴォルヴァ（無人機）
- X-EX01 ガンダム・キャリバーン

その他
- TKG-328 カペル・クゥ
  - TKG-333 カペル・ジオ
- BTz-48 クリバーリ
  - BTz-50hv クリバーリ・ドゥン
- F06-12 アズラワン
- FMS-v-3 ホズラーII
- AX-B120 ハイペリス
- MV-7 ズヴァルヴィ
- UM-HT-426 ジネーテ
- GM-02R ラコウィー
- HU-45p プロドロス
- UOR-108 カラゴール
- HZR-09K ユザール
- モビルクラフト（MC）

### 機動戦士ガンダム 水星の魔女PROLOGUE
ヴァナディース機関 / オックス・アース・コーポレーション
- XGF-02 ガンダム・ルブリス
  - XGF-01 ガンダム・ルブリス 量産試作モデル

カテドラル
- CEK-040 ベギルベウ
- CCP-068 ハイングラ

### 機動戦士ガンダム 水星の魔女（小説）
- MD-0031LL ディランザ ラングランズ社カラー
- LLG-001J ウィタリクス

### 機動戦士ガンダム 水星の魔女ヴァナディースハート
- XGF-01[II3] ガンダム・ルブリス・ジウ
- AVP-03 ガンダム・ルブリス・アノクタ
- ガンダム・ナイオン
- CEK-043LBK べギルベウ・トルシュ（ケナンジ小隊所属機）
- CEK-043LBR べギルベウ・トルシュ（リドリック小隊所属機）

## その他の世界観
ここには、ガンダムシリーズの各世界観におけるストーリー上に登場しない兵器について記述する。なお、ストーリーがガンダムシリーズの各世界観の一部を成しているタイトルについては前項に時系列順に示した。

### ゲームオリジナル

#### ガンダム・ザ・バトルマスターシリーズ
- サイコガンダムMk-III

#### 機動戦士ガンダムEX-REVUE
- MS-19 ドルメル

#### SDガンダム GX
- Xガンダム
- Xザク
- トルネードガンダム

#### SDガンダム GNEXT
- XザクIII
- ウイングザクZ
- グライザク
- グレーターザク
- コマンダーザク
- ザクSC（サザンクロス）
- ザクスナイパー
- シーフザク
- スーパーザク
- レディザク

#### SDガンダムGNEXT ユニット&マップコレクション
- ギルティ
- ジヴァルク
- スカイガンダム
- 浜村通信

#### SDガンダムウォーズ
アースサイド
- アクアジャベリン
- ガンタンク重装型
- キングオブガンダム
- ゲイルガンダム
- サーチガンダム
- シージェガン
- ジムトレイサー
- ストロングガンダム
- スピリットガンキャノン
- スピリットガンダム
- スピリットジム
- スピリットタンク
- パンツァーガンキャノン
- V3ガンダム
- V・サーチ
- Vキャノン
- Vタンク

スペースサイド
- ベルガ・シー
- ルガ・ズイジオ
- Gドーガ強行偵察型

#### SDガンダム GGENERATIONシリーズ
地球連邦軍
- RGM-79ARA (RGM-79X-PT) NT試験用ジム・ジャグラー
- RX-79[G]Ez8 ガンダムEz8改
  - RX-79[G]Ez8/HAC ガンダムEz8 ヘビーアームドカスタム
  - RX-79[G]Ez8/HMC ガンダムEz8 ハイモビリティカスタム
- RX-78NT-X(MRX-003) ネティクス
- Dガンダム改

エゥーゴ
- RMS-099S リック・ディアスS
  - RMS-099S+D Defenser スーパー・ディアス

カラバ
- MAK-005S (ORX-005S) ギャプラン改（モビルアーマー）

ティターンズ
- ORX-012 ガンダムMk-IV
- LRX-066 テラ・スオーノ
- LRX-077 シスクード
- LRX-088 デスパーダ

ティターンズ（ジュピトリス）
- PMX-004 タイタニア

アナハイム・エレクトロニクス社
- MS-50A ザク50（モビルアーマー）

ジオン公国軍
- MS-06J ククルス・ドアン専用ザクII（スーパーモード）
- MS-09F/Bn ドム・バインニヒツ
- MS-09F/Gb ドム・グロウスバイル
- MA-09 量産型ビグ・ザム（モビルアーマー）
- MAN-05 グロムリン（モビルアーマー）
  - MAN-05B グロムリン・フォズィル（モビルアーマー）
- MSN-03-2 グレート・ジオング

アクシズ（ネオ・ジオン）
- AMX-001 (MSN-08) プロトタイプ・キュベレイ
- AMX-017 ギガンティック
- AMX-103G 量産型ハンマ・ハンマ
- MS-15K ギャン改
- AMA-002S ノイエ・ジールII（モビルアーマー）
- AMA-100C ゾディ・アック量産型（モビルアーマー）
- MAN-04 ガザレロ（モビルアーマー）
- MAN-05-2 グロムリンII（モビルアーマー）

クロスボーン・バンガード
- XMA-02 エビル・ドーガ（モビルアーマー）
- XM-07R ビギナ・ロナ

ザンスカール帝国
- ZMT-S35S リグ・リング
- ZMT-S37S ザンスパイン

デビルガンダム軍団
- JDG-010X デビルガンダムJr.

OZ
- OZ-14MS ガンダムアクエリアス
- OZ-00MS トールギス ver. GGENERATION NEO - GGENERATION NEOのOPムービーのみ登場した。

シールドのマーキングの上に『GGENERATION NEO』と刻印されている。
地球連邦軍（旧地球連邦軍）
- GB-9700 ガンダムベルフェゴール

ゲームオリジナル
- ハロ系列
  - HARO-86 ハロ
  - HARO-86-2 サイコ・ハロ
  - ゴッド・ハロ
  - イエローハロ
  - オレンジハロ
  - グリーンハロ
  - スカイブルーハロ
  - ネイビーハロ
  - ピンクハロ
- フェニックスガンダム系列
  - GGF-001 フェニックスガンダム
  - GGS-000 フェニックス・ゼロ
  - フェニックス・ゼロワン
  - GGH-001 ハルファスガンダム
  - GGH-010 レギナ
  - GGV-000 バルバトス
  - GGV-000 バルバトス・ミラージュ
  - GGF-000 マスターフェニックス
  - GGH-001C ハルファスベーゼ
    - GGH-001C＋H.M.E ハルファスベーゼハルバード

  - GNC-666 バルバドロ
  - GS-A0+DF-001/002 クィーンアメリアス
  - DF-001/002 ガーディダンサー
- センチュリオ系列
  - センチュリオ・アウジリス
  - センチュリオ・レガートゥス
  - センチュリオ・コンスラーレ
  - インペラトール
  - トライア
- System-∀99 ∀ガンダム（黒歴史）
- ネメシスR.A.

#### ガンダム無双シリーズ
- 武者ガンダム（一部作品では真武者頑駄無）
- 武者ガンダムMk-II（一部作品では真武者頑駄無摩亜屈）
- 騎士ガンダム（一部作品では真騎士ガンダム）

#### 機動戦士ガンダム エクストリームバーサスシリーズ/ガンダムEXAシリーズ
- エクストリームガンダム
  - エクストリームガンダム カルネージ・フェイズ
  - エクストリームガンダム タキオン・フェイズ
  - エクストリームガンダム イグニス・フェイズ
  - エクストリームガンダム ミスティック・フェイズ
    - ミストペガサス（モビルホース）
- エクストリームガンダム（type-レオス）
  - エクストリームガンダム（type-レオス） ゼノン・フェース
  - エクストリームガンダム（type-レオス） エクリプス・フェース
  - エクストリームガンダム（type-レオス） アイオス・フェース
  - エクストリームガンダム（type-レオス） EXA・フェース
- エクストリームガンダム type-レオスII Vs.
- エクストリームガンダムR
  - エクストリームガンダム リフェイザー・タキオン
  - エクストリームガンダム リフェイザー・カルネージ
  - エクストリームガンダム リフェイザー・イグニス
  - エクストリームガンダム リフェイザー・ミスティック
- Gストリーム
- スプレマシー・ギア
  - スプレマシー・アーマー
- エクストリームガンダムMk-II AXE
  - エクストリームガンダム ディストピア・フェイズ
- エクストリームガンダム type-セシア エクセリア
- 量産型スプレマシー・ギア（仮称）
- エクストリームガンダム EXtreme-Application ON

##### ガンダムEXA
エクストリームガンダムとその関連機に関しては上記を参照。
宇宙世紀世界
- ブルーディスティニー3号機改（ジムヘッド）

西暦世界
- GN-010+GNR-001D ガンダムサバーニャ+GNアーマーTYPE-D

#### 機動戦士ガンダム エクストリームバーサスシリーズ/機動戦士ガンダムN-EXTREME
- ガンダムガルヴァリア
  - ガルヴァリアB34M3R
  - ガルヴァリアH4ND3R
  - ガルヴァリアW45P3R
- GNEX-005E N-EXTREMEガンダム エクスプロージョン
- GNEX-004X N-EXTREMEガンダム ザナドゥ
- GNEX-002V N-EXTREMEガンダム ヴィシャス
- GNEX-003S N-EXTREMEガンダム スプレマシー

#### ゲイジングバトルベース
- ジェノアス訓練機

#### 機動戦士ガンダムAGE ユニバースアクセル/コズミックドライブ
地球連邦軍
- AGE-1ST ガンダムAGE-1スタークス
- ガンダムAGE-1ガンデッド
- ガンダムAGE-1マギナ
- ガンダムAGE-1ウォーゼス
- ガンダムAGE-1エアリエス
- ガンダムAGE-1ブロッガ
- ガンダムAGE-1ベルゼルガ
- ガンダムAGE-1ビークス
- ガンダムAGE-1ゴリアテ
- ガンダムAGE-1グレイダス
- ガンダムAGE-1バドラン
- ガンダムAGE-2ザンテツ
- ガンダムAGE-2フェニキス
- ガンダムAGE-2シエルグ
- ガンダムAGE-2ガーディア
- ガンダムAGE-2ヴァイス
- ガンダムAGE-2ジャッジア
- ガンダムAGE-2ウォルフ
- ガンダムAGE-2ジアーク
- ガンダムAGE-2ガイスト
- ガンダムAGE-2アマテラス
- ガンダムAGE-2セラフ
- ガンダムAGE-3タングラム
- ガンダムAGE-3グラフト
- ガンダムAGE-3ザメルガ
- ジェノアスCナハト
- ティエルヴァ・ドミナ

UE / ヴェイガン
- アビゲル
- ディゲル
- エゴス
- シーラ・クロノス
- キール・ゼイドラ
- ワイズ・ギラーガ
- グルドリンL
- ヘザー・グルドリン

その他
- デスペラード・セグ

#### ガンダムトライエイジ
- ガンダム（B）
- ザクII（B）
- ガンダムAGE-1（B）
- MA-08A[1] ビグ・ザム（アクシズ仕様）
- ガンダム試作1号機フルバーニアン（ティターンズ仕様）
- ガンダム試作2号機（デラーズ・フリート仕様）
- アプサラスII（B）
- KRX-001[2] フルバースト・サイコ・ガンダム
- ジャスティスガンダム（B）
- アッガイ（B）
- 騎士ガンダム（T）
- ガンダムトライゼータ
- NZ-000SP[3] クィン・マンサ・セプテット
- NZ-333[4] ディガンマ・アジール
- ガンダムデスサイズ（B）
- Ex-Sガンダム（T）
- Ξガンダム（T）
- GF13-017∞[5] ガンダムゴッドマスター
- ブルーディスティニー1号機（T）
- RX-0[6] FAユニコーンガンダム・プランB
- F91RR[7] ガンダムF91RR
- MS-06F[8] ザクII（ゴールドコーティング仕様）
- ガンダムデルタカイ（プラチナカラー）
- RGM-79[9] ジム（ゴールドコーティング仕様）
- トライバーニングガンダム（ゴールドコーティング仕様）
- G-セルフ（ゴールド仕様）
- ASW-G-08[10] ガンダム・バルバトス（ゴールド仕様）
- 煌黒機動 ガンダムドライオンIII
- ギラ・ズール（ゴールドコーティング仕様）
- ガンダム（トライエイジカラー）
- ガンダムAGE-1（トライエイジカラー）
- トライエイジガンダム
- GN-0000DVR/A[11] ガンダムダブルオーダイバーエース（ゴールド仕様）
- ガンダムAGEIIマグナム（ゴールド仕様）

#### SDガンダム バトルアライアンス
- RGM-79GR ジム（ギャザーロード隊仕様）
- GUZ-PT/0000002 ガンダム・ラトレイア
  - GUH-PT/0191125 ヒュイオス・スカイ
    - GUH-TEST/0000003 プラグイン・H

  - GUP-PT/2211212 プネウマ・ブル
    - GUP-TEST/0000004 プラグイン・P

  - GUX-CM/9999998 ガンダム・テオストリアス
- MYSTER/91514

### プラモデル・玩具オリジナル

#### モビルスーツ戦国伝
- 武者頑駄無
- 武者頑駄無摩亜屈
- 武者精太頑駄無
- 武者仁宇頑駄無

#### リアルタイプガンダムクロス
- SDV-04 コマンドガンダム
  - SDV-04HWG ヘヴィウェポンコマンドガンダム
- 騎士ガンダム
- 武者頑駄無摩亜屈
- 武者精太頑駄無
- 武者駄舞留精太頑駄無

#### SDガンダムフルカラー
- サンダーガンダム

#### SDガンダムフルカラー劇場
- シャア専用ザズゴググング
- シャア専用ザズゴググングム

### 機動戦史ガンダム武頼
ここには、漫画作品『機動戦史ガンダム武頼』に登場する機動兵器を挙げる。

### 機動絶記ガンダムSEQUEL
ここには、漫画作品『機動絶記ガンダムSEQUEL』に登場する機動兵器を挙げる。

### 機動絶記ガンダムエイト
ここには、漫画、小説作品『機動絶記ガンダムエイト』に登場する機動兵器を挙げる。
- EES-001 ガンダムジリウス
- EEA-300 マージム

### 世界観関連項目
ガンダムシリーズに含まれる作品の背景世界、およびその世界を舞台とした作品に登場する機動兵器に関連する項目。
- 宇宙世紀
- 未来世紀
  - モビルファイター
  - 旧シャッフル同盟の乗機
  - 未来世紀の兵器
- アフターコロニー
  - アフターコロニーの機動兵器
- アフターウォー
  - アフターウォーの機動兵器
- 正暦
  - ∀ガンダムの登場兵器
- コズミック・イラ
  - コズミック・イラの機動兵器
- 西暦
  - 機動戦士ガンダム00シリーズの登場兵器
- アドバンスド・ジェネレーション
  - 機動戦士ガンダムAGEの登場兵器

### モビルスーツ関連項目
特定の種別のモビルスーツに関する項目。
- モビルスーツ
  - ガンダムタイプ
  - 可変モビルスーツ
  - 水陸両用モビルスーツ
  - ニュータイプ専用機
  - マン・マシーン
  - モビル・ウェポン
  - モビルファイター
  - モビルドール
- モビルアーマー
- ノーマルスーツ